# Al Pacino
Alfredo James Pacino (pronunciado /paˈtʃiːno/; Nueva York, 25 de abril de 1940), conocido como Al Pacino, es un actor de cine, teatro y televisión estadounidense, que también se ha desempeñado ocasionalmente como guionista, director y productor. Su carrera abarca siete décadas, desde sus inicios en la escena teatral neoyorquina hasta su éxito en el cine, con numerosos premios y honores, incluidos los premios Óscar, Emmy, Globo de Oro y Tony, que lo posicionan como uno de los actores del siglo XX que más reconocimientos ha recibido. Es conocido por haber interpretado personajes problemáticos e inadaptados, con una presencia intensa y explosiva, lo que lo llevó a ser catalogado por varios medios como uno de los mejores actores de su generación y uno de los más representativos del cine estadounidense de la década de 1970.
Después del divorcio de sus padres, su niñez transcurrió en South Bronx con su familia materna, de clase obrera y origen italiano. Fue entonces cuando comenzó a ir al cine acompañado de su madre y a imitar escenas de películas. Aunque ya había comenzado a actuar en obras escolares y en la secundaria, durante su juventud se vio forzado a abandonar sus estudios de actuación para desempeñarse en empleos que le permitieran mantenerse. Aún luchando por subsistir, a menudo desempleado y llegando a encontrarse sin vivienda, continuó su formación como actor, primero en el HB Studio y más tarde en el Actors Studio, donde pulió las técnicas de actuación del «Método». Su trayectoria en los escenarios comenzó en los años 1960 en producciones off-off-Broadway y además de actuar llegó a escribir espectáculos de revista e incluso desempeñarse como comediante en vivo. Después de obtener cierto reconocimiento por su actuación en la obra The Indian Wants the Bronx, su popularidad en el ámbito teatral continuó incrementándose gracias a Does a Tiger Wear a Necktie?, su debut en Broadway. Asimismo, logró captar la atención de la industria cinematográfica y, tras un fugaz debut en Me, Natalie (1969), recibió varias ofertas para continuar trabajando en ese medio antes de interpretar a un adicto a la heroína en el drama The Panic in Needle Park (1971).
Ya siendo un acérrimo «actor de método», solía compenetrarse profundamente con sus personajes, al punto de llegar a exhibir características de estos incluso fuera de los escenarios. Su carrera tomó impulso y obtuvo reconocimiento internacional por una seguidilla de papeles protagónicos en las cintas El padrino (1972), Serpico (1973), Espantapájaros (1973), El padrino II (1974) y Tarde de perros (1975). A pesar de la poca experiencia previa de Pacino en el cine, el director Francis Ford Coppola insistió en contar con él para interpretar a Michael Corleone en El padrino. Aunque al inicio de la filmación no logró convencer a los ejecutivos, por su actuación como el jefe de la familia Corleone consiguió la primera de varias candidaturas al Óscar y se transformó en una estrella de cine. Seguidamente, su personificación del incorruptible policía Frank Serpico en Serpico no solo le granjeó la aprobación de los críticos sino que valió un Globo de Oro. Tras el rotundo éxito de la primera entrega, interpretó a Michael Corleone en la segunda parte de El padrino, con resultados equiparables, los cuales terminaron de solidificar el prestigio de su participación en la saga.
Pacino se alejó del cine a mediados de la década de 1980 tras los pobres resultados de algunos de sus trabajos, entre ellos la controvertida Cruising (1980), el drama criminal Scarface (1983) y el fracaso de taquilla Revolution (1985). Sin embargo, su retrato del narcotraficante Tony Montana en Scarface logró transformarse en un icono cultural y la obra en una película de culto. Volvió a encaminar su trayectoria en el cine con el filme de suspenso Sea of Love (1989) y durante los siguientes años se iba a destacar con otras actuaciones que lo catapultarían de vuelta a la cima. Con las primeras dos entregas de El padrino a menudo citadas entre las mejores películas de la historia, completó la trilogía con El padrino III (1990). Asimismo, luego de ser candidato al Óscar por Dick Tracy (1990), volvió a estar nominado por Glengarry Glen Ross (1992) y finalmente obtuvo dicho galardón por encarnar al militar retirado Frank Slade en Scent of a Woman (1992). Su carrera en la gran pantalla continuó con papeles como Carlito Brigante en Carlito's Way (1993), el teniente Vincent Hanna en Heat (1995), «Lefty» Ruggiero en Donnie Brasco (1997), John Milton en The Devil's Advocate (1997), Lowell Bergman en The Insider (1999), el detective Will Dormer en Insomnia (2002) y Jimmy Hoffa en El irlandés (2019). 
Pese a su popularidad como actor de cine, nunca abandonó el teatro y paralelamente continuó actuando en los escenarios durante ciertos periodos de su trayectoria, más notablemente en obras de David Mamet en los años 1980 y reestrenos de obras de renombre en los años posteriores, entre ellas El mercader de Venecia (2010) como Shylock, rol que ya había interpretado en la adaptación fílmica de 2004. Después de evitarlo durante años, se acercó a la pantalla chica para protagonizar con éxito múltiples producciones de HBO como la miniserie Angels in America (2003) y el telefilme You Don't Know Jack (2010). Aunque Pacino no se considera a sí mismo director, siendo seguidor de Shakespeare, debutó como cineasta con Looking for Richard (1996), un documental acerca de la obra Ricardo III, y volvió a trabajar detrás de cámaras con la cinta independiente Chinese Coffee (2000) y el docudrama Wilde Salomé (2011).

## Primeros años

### Juventud
Pacino nació el 25 de abril de 1940 en el barrio East Harlem, del distrito de Manhattan (Nueva York), hijo único de Rose (Gerardi, de soltera; 1918-1962) y Salvatore Alfredo Pacino (1922-2005), ambos de origen italiano. Su padre provenía de la localidad siciliana de San Fratello, mientras que su madre era hija de inmigrantes originarios de Corleone, también en Sicilia. Aunque mayoritariamente de ascendencia siciliana, ha afirmado también tener origen napolitano. Tras el divorcio de sus padres cuando él tenía dos años de edad, se mudó con su madre a South Bronx —en ese entonces, un barrio predominantemente judío—, cerca del Zoológico del Bronx, a vivir en el apartamento de sus abuelos. Por su parte, su padre se mudó a Covina (California) para trabajar como corredor de seguros y más tarde abrir un restaurante. Fue así como su abuelo materno, James Gerardi, se transformó en su figura paterna, pero, aunque no tenía una relación cercana con su padre, solían verse esporádicamente. Fue criado principalmente por su madre y su abuelo materno, aunque en ocasiones compartió la vivienda con tíos y primos, llegando a ser nueve personas bajo un mismo techo. Un amigo de su infancia señaló que «tenía una relación muy cercana con su madre y sus abuelos. Su madre era muy cariñosa con él. Era pobre, pero no le faltaba el afecto». Si bien había sido bautizado, su educación no fue estrictamente católica.
Su madre comenzó a llevarlo al cine cuando él tenía alrededor de tres años de edad y un par de años más tarde solía interpretar una escena del filme Días sin huella en reuniones familiares. Durante el día pasaba mucho tiempo solo y por la tarde, cuando su madre regresaba de trabajar, a menudo iba al cine con ella. Hasta la edad de seis años, fue sobreprotegido y mantenido alejado de las pandillas del vecindario. Al ser tímido e hijo único, tuvo que aprender a defenderse e interactuar con otros niños al comenzar la escuela a los seis años. Como forma de evitar golpizas y parecer más fuerte, aprendió a imitar a Humphrey Bogart. Durante su juventud era considerado un alborotador en la escuela y en su barrio; a los nueve años de edad comenzó a fumar cigarrillos y a los trece consumía bebidas alcohólicas de vez en cuando, pero nunca consumió drogas duras. «Nunca me interesaron las drogas, porque vi lo que le hacían a la mayoría de la gente», sostuvo, y mencionó a su madre como la responsable de mantenerlo fuera de ese ambiente. En las vacaciones trabajaba para una granja ordenando verduras. «Sonny» —como lo llamaban sus amigos— aspiraba a ser jugador de béisbol y llegó a jugar como tercera base en la Police Athletic League, en el equipo y «cuasi pandilla» Red Wings. Muchos de esos «chicos duros» con «alto coeficiente intelectual y finales trágicos» iban a influir en algunos de sus personajes. Dos de sus amigos más cercanos murieron como consecuencia del abuso de drogas a los diecinueve y treinta años de edad. Después de participar en un incidente en un edificio en construcción en donde arriesgó su vida para salvar a un amigo, el joven Pacino fue premiado en el programa de televisión Wheel of Fortune (1952-1953).

### Formación como actor
| Cuando estaba empezando en el teatro, ganaba 125 dólares por semana. Cuando tenía veintiséis, o veintisiete, empecé a tener un salario. Antes de eso nunca sabía cómo me iba a ganar la vida. Cuando comencé a ganar dinero, no me encontré mucho más feliz. Se sentía bien comer, se sentía bien no tener hambre. Fui afortunado de no caer en el lado materialista de las cosas. Tardé un largo tiempo antes de tener una casa en el campo. Se que si volviese y viera la habitación en donde vivía de niño, la vida que tenía entonces, tendría un efecto inmediato en mí. — Pacino, 1983. |

En octavo grado de la escuela secundaria aprendió a recitar el poema The Rime of the Ancient Mariner y leía la Biblia en el auditorio del instituto. Mientras leía pasajes de la Biblia, su profesora de teatro reconoció el potencial del joven Pacino y, a partir de entonces, lo iba a tener en cuenta para actuar en obras de la escuela. «La primera vez que hice algo en un escenario, alguien se acercó y me dijo: ‘Eres un Marlon Brando’. Y yo dije: ‘¿Quién es Marlon Brando?’», recordó Pacino, que seguidamente se iba a familiarizar con las actuaciones de dicho actor e imitarlas. En la escuela tuvo su primer acercamiento al trabajo de William Shakespeare con la lectura de Romeo y Julieta y vio a Brando protagonizar Julio César. Ya con doce años de edad estaba decidido a dedicarse a la actuación y en su barrio lo llamaban «The Actor». Con un nivel escolar regular, después de abandonar el Herman Ridder Junior High School, el único instituto secundario que lo aceptó fue la High School of Performing Arts de Manhattan. Dicha institución enseñaba a sus alumnos las técnicas de actuación de «el Método» y el sistema Stanislavski, lo que en ese momento no lo entusiasmaba. Su interés por la actuación se incrementó a los catorce años cuando vio la obra La gaviota de Antón Chéjov en el Elsmere Theater del Bronx. Aunque había recibido elogios por su estilo «natural» de actuación, tuvo que abandonar la secundaria para poder mantenerse y ayudar a su madre. Su madre, ahora demasiado enferma como para trabajar, le sugirió conseguir un trabajo, ya que «la actuación era para gente rica». Así, se desempeñó en una variedad de empleos: fue cartero, vendedor de zapatos, trabajó en una frutería, en un supermercado, en una farmacia y en la sala de mensajería de la revista Commentary durante un par de años, uno de los pocos empleos de donde no fue despedido. Realizó las funciones de acomodador en un cine del East Side y en el Carnegie Hall. Cuando tenía quince años, sus abuelos abandonaron la ciudad, y más tarde también su madre, por lo que permaneció viviendo solo a sus diecisiete años de edad.
Era todavía un adolescente cuando, aún maravillado por las figuras de Brando y James Dean, asistió a una audición para entrar en el Actors Studio, una organización de actores profesionales, directores teatrales y dramaturgos del barrio de Hell's Kitchen, y tras pasar por una etapa preliminar fue descartado. Ese hecho no lo desalentó y más tarde se unió al HB Studio (Herbert Berghof Studio), donde comenzó a asistir a clases bajo la tutela de Herbert Berghof. En una de las clases, dictada por Berghof, Pacino y un compañero realizaron una escena de la obra Mister Roberts, por la cual Berghof los reprimió fuertemente en frente al resto de los alumnos por intentar una escena tan difícil y dramática con tan poca experiencia en su haber. Con el paso del tiempo, cautivó a Berghof y otros profesores le sugirieron que tomara clases de danza para mejorar su postura corporal y movimientos. Pese a que no podía pagar por una clase adicional, uno de sus compañeros, Ed De Leo, le explicó la situación a Berghof, quien le otorgó una beca para asistir a clases con Anna Sokolow. Seguidamente, también en el HB Studio, asistió a las clases de Charlie Laughton, quien enseñaba técnicas «sensoriales» que había aprendido con Lee Strasberg. Con el tiempo, abandonó el HB Studio y continuó estudiando de forma independiente con Laughton, quien se transformó en su mentor y amigo. Mientras tanto, su madre no creía en la posibilidad de que se convirtiera en actor, lo que la llevaba a tener roces con él. Por el contrario, él estaba convencido de que seguiría el camino de la actuación. Durante este periodo, frecuentemente se encontraba desempleado y sin hogar, y en ocasiones llegó a dormir en la calle, en teatros o en casas de amigos. Mientras trabajaban como empleados de mudanzas, Pacino y Laughton consideraron abrir su propia compañía de mudanzas con la esperanza de mejorar económicamente, pero la idea no prosperó debido a que ninguno de ellos sabía conducir. Sin dinero para ir al teatro, el dúo pasaba el tiempo en cafeterías y según Laughton «Al tomó algunos de sus personajes más interesantes observando personas en el metro y en las calles de Nueva York». A través de otro de sus trabajos temporales, como mensajero en bicicleta, conoció al dramaturgo Frank Biancamano para quien iba a actuar en una ocasión. En 1962 su madre falleció a la edad de cuarenta y tres. Al año siguiente, su abuelo, James Gerardi, también falleció. Pacino describió ese periodo como «el punto más bajo de su vida» y recordó: «Tenía veintidós años y las dos personas más influyentes en mi vida se habían ido, eso me lanzó a un precipicio». Aunque no tenía deseos de combatir, perder la prueba de conscripción para la guerra de Vietnam lo deprimió aún más y comenzó a automedicarse con tranquilizantes.
Al mismo tiempo que compartía un apartamento en Greenwich Village con Martin Sheen, ambos aspirantes a actor comenzaron a trabajar como tramoyistas en The Living Theatre. Sheen consiguió un papel en una de las obras y ayudó a Pacino a conseguir trabajo como su suplente en la obra The Wicked Cooks. Tras cuatro años en HB Studio, ingresó con éxito en el Actors Studio y allí estudió «el Método» de actuación como alumno de Lee Strasberg. Pacino adjudicó vital importancia a su paso por el Actors Studio y su preparación bajo la guía de Strasberg, al indicar que «con Charlie [Laughton], de cierta forma, impulsó [su] carrera» y que «fue directamente responsable de que abandonara todos esos trabajos y [se] dedicara a la actuación». En ese entonces, se ganaba la vida con un trabajo como conserje en un edificio residencial en donde ocupaba un departamento sin pagar alquiler y cobraba catorce dólares por semana. «Ahora tenía mi pequeño hogar. No tenía dinero, casi nada para comer, pero tenía un techo sobre mi cabeza», recordó. Finalmente el aspirante a actor fue despedido transcurridos dos años, a causa de las persistentes quejas de los inquilinos por la falta de limpieza en el edificio o ruidos molestos. El dueño de la propiedad recordó que Pacino rara vez llegaba a casa antes de las tres de la mañana y «salía con los ojos nublados de su apartamento a las 7 a. m. para aspirar los pasillos».

## Carrera

### Debut en el teatro (1963-1968)

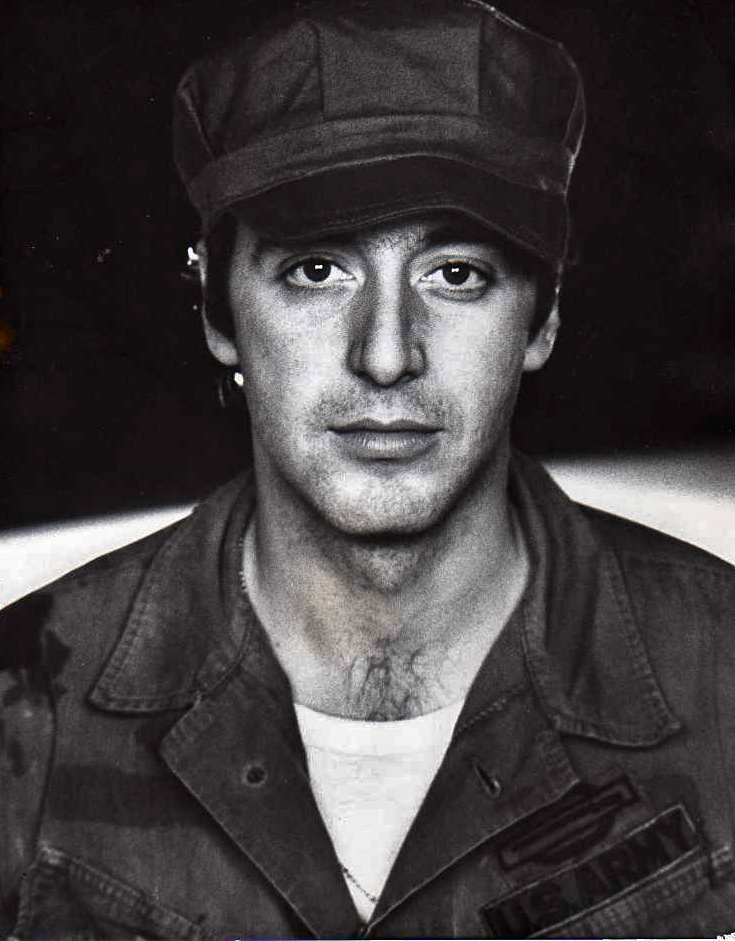
Pacino como Pavlo Hummel en The Basic Training of Pavlo Hummel (Boston Theatre, 1971). En 1977 obtuvo un Premio Tony al mejor actor principal por la interpretación teatral de este personaje en Broadway.

Pacino surgió como actor en la escena teatral neoyorquina, con roles en obras para niños como Jack y las habichuelas mágicas, dirigida por Matt Clark, en el Café Bizarre; o The Adventures of High Jump, en el East Theater de Manhattan. Su debut en el teatro off-off-Broadway tuvo lugar en el Caffe Cino en la obra Hello Out There! de William Saroyan, dirigida por Charlie Laughton, en 1963. Esa primera experiencia frente a un público adulto, no obstante, creó inseguridades en el actor y lo alejó de los escenarios durante más de un año. Pacino y Laughton pasaban horas en el automat consumiendo comida barata y observando el entorno y su clientela para captar material para sus sketches. Con la idea de ayudar económicamente a su madre, intentó abrirse paso en el cine y asistió a un llamado para América, América de Elia Kazan, pero llegó tarde al casting y perdió esa oportunidad. Un momento clave que lo ayudó a afianzarse en los escenarios fue su participación en 1965 en otra obra off-off-Broadway dirigida por Laughton, Creditors de August Strindberg. Hacia mediados de esa década, probó suerte como director y comenzó a escribir revues cómicas que interpretaba con un amigo en cafeterías de Greenwich Village, y llegó a probar sus habilidades como comediante en vivo en el Café La MaMa. Al mismo tiempo, actuaba en depósitos y sótanos en obras como Awake and Sing! y America Hurrah. Pacino definió esa experiencia como liberadora y afirmó que pudo «hablar por primera vez». En ese entonces su actitud hacia la actuación era «simplemente seguir haciéndolo» y mejorar con la práctica, a la vez que hacía unos dieciséis shows por semana. En 1966 la obra Why Is a Crooked Letter le valió su primer reconocimiento público, una candidatura al Premio Obie como mejor actor.
A principios de 1967, sorprendió al Actors Studio con la presentación de un monólogo de la obra The Iceman Cometh del dramaturgo Eugene O'Neill que transicionó hacia uno de Hamlet. Tras una ovación del auditorio, el director del instituto Lee Strasberg le pidió que interpretara un personaje de O'Neill como Hamlet y viceversa. «El coraje que has mostrado hoy es más excepcional que el talento», pronunció Strasberg. Strasberg autorizó un pago de cincuenta dólares a través de la James Dean Memorial Scholarship Fund para que Pacino pudiese pagar el alquiler de su apartamento en Greenwich Village. Nuevamente se encontró sin dinero y durmiendo en el suelo del apartamento de Laughton sobre la Grand Street, por lo que se trasladó a Boston con cincuenta dólares prestados para asistir a un casting para actuar en el Theater Company de David Wheeler. Sorprendió a Wheeler con la lectura de un guion de El círculo de tiza caucasiano, sin embargo, el dramaturgo solo tenía disponible un pequeño papel y el actor prefirió volver a Nueva York. Hacia finales del mismo año, regresó a Boston y se unió temporalmente al teatro Charles Playhouse para protagonizar Awake and Sing! de Clifford Odets y America Hurrah de Jean-Claude van Itallie. Ahí comenzó a cobrar por primera vez un sueldo por actuar —125 dólares por semana— y conoció a la actriz Jill Clayburgh con quien mantuvo una relación de cinco años. Una de las primeras reseñas donde se mencionaba su trabajo como actor destacaba la calidad de Awake and Sing!, a excepción de su actuación.
Aunque ya sentía la actuación como parte de su identidad, aún se ganaba la vida como superintendente en una construcción por catorce dólares por semana. En 1968 protagonizó su primera obra off-Broadway en Nueva York, The Indian Wants the Bronx, en el Astor Place Theatre, donde interpretó a Murph, un vándalo de la calle. La obra se estrenó 17 de enero de ese año y se representó 177 veces; era presentada en funciones dobles con otra obra, It's Called the Sugar Plum, protagonizada por Clayburgh. La obra había sido estrenada primero en el Eugene O'Neill Theatre Center de Waterford, mientras algunos miembros de la producción convivían en una casa en Provincetown, Massachusetts. Fue ahí donde se reencontró casualmente con John Cazale, a quien había conocido algunos años antes mientras trabajaba como mensajero para la compañía petrolera Standard Oil. Pacino ganó el Premio Obie al mejor actor por su papel, Cazale lo hizo como mejor actor de reparto e Israel Horovitz se alzó con el galardón a la mejor obra nueva. Su nombre comenzó a hacerse más prominente entre los críticos; una crítica local vaticinó que el de Pacino era «un nombre que un día conoceremos muy bien» y más tarde una reseña de Clive Barnes para el periódico The Times contribuyó a su notoriedad como actor. Martin Bregman vio la obra y se ofreció a ser su representante, una asociación que se reveló fructífera en los siguientes años. «Martin Bregman me descubrió en Broadway. Yo tenía 25 o 26 años. Él me descubrió y se volvió mi representante. Y por eso estoy aquí, se lo debo a Marty, de verdad», afirmó. The Indian Wants the Bronx significó un gran paso en la vida y trayectoria de Pacino, que viajó a Italia para actuar en el Festival de los Dos Mundos en Spoleto. Este fue su primer viaje a Italia y más tarde recordó que «actuar para el público italiano fue una experiencia maravillosa». Con Clayburgh participó en «Deadly Circle of Violence», un episodio de la serie de televisión N.Y.P.D. de la cadena ABC, estrenado 12 de noviembre de 1968. Por aquel entonces, Clayburgh también participaba en la telenovela Search for Tomorrow y el padre de esta les enviaba dinero cada mes para ayudarlos.

### Llegada a Broadway y primeros papeles en el cine (1969-1971)
El 25 de febrero de 1969 debutó en Broadway con la obra Does a Tiger Wear a Necktie? en el Teatro Belasco; la realización cerró tras treinta y nueve funciones. Recibió excelentes críticas y ganó el Premio Tony al mejor actor de reparto en una obra de teatro. Además consiguió los premios Drama Desk y Theatre World. Su trayectoria recibió un impulso positivo gracias a reseñas como la de The New York Times que, aunque cuestionó su versatilidad al describirlo como «un Dustin Hoffman italiano», comentó que era «el mejor actor joven de la ciudad», mientras que una encuesta a críticos de la revista Variety lo nombró el «actor nuevo más prometedor de Broadway». Otra reseña de The New York Times explicó el personaje de Pacino como «un psicótico torpe y drogado con la mente de un matón y el alma de un poeta», también descrito de esa forma por la revista Newsweek. Enseguida recibió una oferta para actuar en otra obra de Broadway, Zorba, el griego, pero rechazó el ofrecimiento. Su actuación en Does a Tiger Wear a Necktie? también llamó la atención del entonces desconocido director Francis Ford Coppola y lo convenció de viajar a San Francisco, donde le ofreció un papel en una cinta romántica que finalmente no alcanzó a ser producida. La respuesta positiva que tuvo Does a Tiger Wear a Necktie? en Broadway también le permitió conseguir financiación para realizar la obra off-Broadway The Local Stigmatic, pero sus malos resultados obligaron a cancelarla tras solamente una noche en cartel. Sin embago, la obra logró convencer a Jon Voight, que aportó los fondos suficientes como para que estuviera una semana más en los escenarios.
Impresionada por su actuación en la obra The Indian Wants the Bronx, la directora de casting Marion Dougherty le ofreció un papel en la comedia dramática Me, Natalie (1969), una aparición breve que iba a significar su debut en el cine. La cinta se rodó en Nueva York y Pacino pasó un día entero filmando su única escena, ambientada en una pista de baile donde le propone tener sexo a la protagonista, interpretada por Patty Duke. Previo a su debut en la pantalla grande, frente de las típicas viviendas brownstone neoyorquinas, el actor repetía una y otra vez de diferentes maneras los escasos diálogos de su personaje. Su participación no pasó del todo desapercibida y fue bien valorada por algunos críticos, entre ellos Judith Crist del diario New York Herald Tribune. De esa primera experiencia fílmica iba a comentar: «Lo único que recuerdo de esa película es que Patty Duke fue muy amable conmigo». En 1970 firmó con la agencia Creative Management Associates (CMA). Su desempeño en el ámbito teatral atrajo la atención de la industria cinematográfica y recibió once ofertas para actuar en el cine antes de elegir The Panic in Needle Park (1971), donde personificó a un adicto a la heroína de Manhattan. Fue su primer filme como protagonista y el primero en el que mostró su particular estilo de actuación. De acuerdo con el productor del filme, Dominick Dunne, la lista de candidatos para protagonizar The Panic in Needle Park finalmente se acortó a «dos desconocidos»: Al Pacino y Robert De Niro, y añadió que el segundo «se arrodilló en el piso, se arrodilló realmente» mientras le regaba que no le diera el papel a Pacino. La distribuidora 20th Century Fox tampoco lo quería para el rol al considerarlo «demasiado étnico».

### Éxito en el cine y salto a la fama (1972-1979)
Francis Ford Coppola aún tenía presente su actuación en la obra Does a Tiger Wear a Necktie? y se decidió por él para personificar a Michael Corleone en El padrino (1972). Sin embargo, los productores de Paramount Pictures querían una «estrella» de cine en su lugar y presionaron a Coppola para que considerara a otros actores como Robert Redford, James Caan, Martin Sheen, Jack Nicholson o Warren Beatty. Descontento con las pruebas de preselección de Pacino, el productor ejecutivo Robert Evans se refirió a él como «el enano», al juzgar insuficientes los 170 centímetros de altura del actor como para encarnar al futuro don de la familia Corleone. Incluso él mismo se sentía inadecuado para el personaje y pensaba que sería mejor quedarse con el papel de Sonny Corleone. Finalmente, la insistencia de Coppola, la aprobación de Diane Keaton y ocho minutos dramáticos de metraje de The Panic in Needle Park lograron hacer ceder a los ejecutivos y el relativamente desconocido Pacino se quedó con el papel. No obstante, incluso comenzado en rodaje, los productores seguían dudando del actor e intentaron despedirlo en tres ocasiones. Desde el momento en que Coppola leyó la novela en la que se basa el filme, Pacino se transformó en su primera y única opción para el papel, razón por la cual no cedió ante los ejecutivos. «Michael fue un personaje difícil porque comienza de un modo y hace una transición hacia otro», recordó Pacino. Para terminar de convencer a los ejecutivos, Coppola adelantó la filmación de una de las escenas: el encuentro con Virgil Sollozzo y el capitán McCluskey en el restaurante, una escena que se iba a volver famosa.

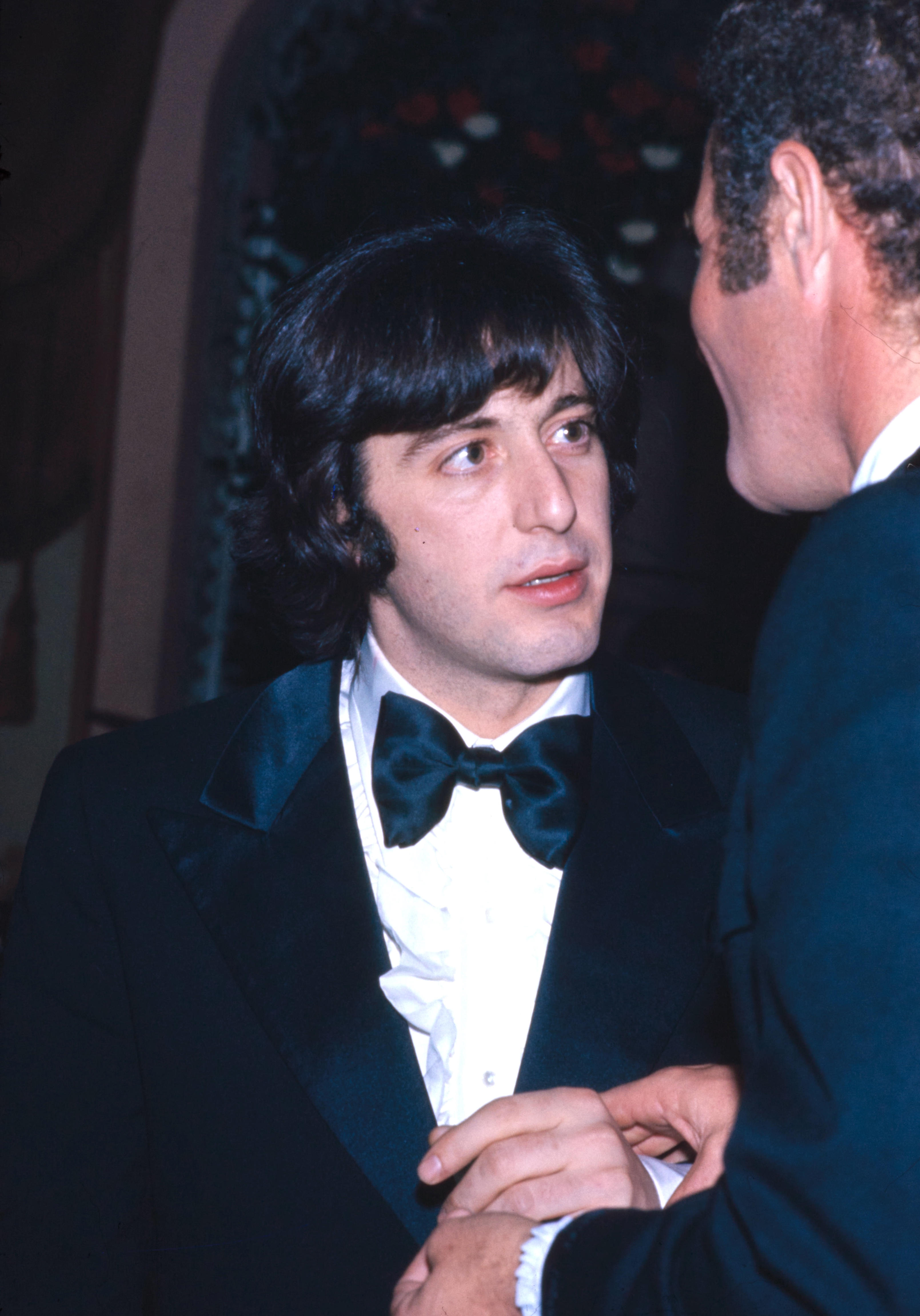
Pacino con James Caan alrededor de 1972.

Su actuación en El padrino tuvo un éxito rotundo entre los críticos y su representante declaró: «La gente puede haber venido a ver a Brando, pero se irán hablando de Pacino». De hecho, el crítico Larry Cohen sentenció: «El padrino pertenece a Al Pacino. Todos los demás lo hacen muy bien, hasta los papeles más pequeños, pero es Pacino quien es grandioso». Esta actuación le valió una candidatura a los Premios Óscar en la categoría mejor actor de reparto —a pesar de ser el protagonista de la trama—. El filme también tuvo una buena acogida en la taquilla, y con los años se consideró uno de los mejores de la historia y uno de los papeles definitorios de la carrera de Pacino. El actor cobró 35 000 dólares y tuvo que invertir parte de ese monto en asuntos legales. Cuando finalmente se le ofreció el papel de Michael Corleone, ya había firmado un contrato con Metro-Goldwyn-Mayer para actuar en otra cinta sobre la mafia, The Gang That Couldn't Shoot Straight, por lo que tuvo que recurrir a la ayuda de abogados para solucionar el problema. Más tarde reveló que quedó «en la ruina» económicamente tras esa disputa con MGM.
El director de The Panic in Needle Park, Jerry Schatzberg, lo seleccionó para coprotagonizar con Gene Hackman su siguiente filme, Espantapájaros (1973). Hackman y Pacino interpretaron a dos vagabundos que viajan desde California hacia Pittsburgh con la intención de comenzar un negocio. Preparándose para sus roles previo a la filmación, los dos protagonistas se vistieron con harapos y salieron a mendigar por las calles de San Francisco. El contraste entre ambos actores en cuanto al método de abordaje de sus respectivos personajes aportó dinamismo en la pantalla, pero su relación en el set no fue la ideal y Pacino iba a declarar que «trabajar con Hackman no fue lo más fácil». Según él, aunque el de Espantapájaros fue «el mejor guion que había leído jamás», consideró este filme como «la experiencia más triste» de su carrera, opinando que fue un ejemplo de «negligencia» y puesto que los ejecutivos querían gastar menos del presupuesto, se terminó sacrificando la calidad de la película. Según el relato de Schatzberg, el actor no estaba conforme con la cantidad de minutos que aparecía en pantalla y pretendía que se reeditara el filme, a lo que el director se negó, lo que provocó que el dúo dejara de hablarse por casi tres años. Una vez estrenada, la cinta tuvo un recepción irregular: Aunque obtuvo la Palma de Oro en Cannes, los resultados en la taquilla fueron negativos y dividió la opinión de los críticos de cine. Posteriormente iba a ganar adherentes, al punto de volverse una película de culto, con reestrenos en algunos festivales de cine y proyecciones especiales y una mejora de su valoración frente a la crítica.
Al mismo tiempo protagonizó Serpico, bajo de dirección de Sidney Lumet, basada en la biografía escrita por Peter Maas del incorruptible policía de Nueva York, Frank Serpico, quien trabajó varios años en las calles como encubierto y expuso la corrupción que existía en el departamento de policía de esa ciudad. En un principio, el proyecto no atrajo demasiado la atención del actor al parecer «otra película policíaca más», pero su decisión se vio influenciada después de leer el guion escrito por Waldo Salt y —principalmente— tras su encuentro con Frank Serpico. Apasionado por la convicción de Serpico de reformar el NYPD, se comprometió más con el proyecto. Como forma de adentrarse en el personaje, el actor se reunió con Serpico en varias ocasiones y durante una noche recorrió las calles con oficiales de la policía. Personificando a Serpico, Pacino a menudo caminaba por áreas de la ciudad peligrosas en ese entonces, e incluso llegó a intentar arrestar a un camionero. Serpico fue su primera película como protagonista absoluto y lo catapultó al nivel de estrella de cine, además de valerle una candidatura al Óscar como mejor actor y la obtención del Globo de Oro al mejor actor dramático. Su retrato de Serpico fue ampliamente elogiado; entre los admiradores de su trabajo estuvo el crítico y escritor Charles Champlin, quien lo llamó «uno de los pocos actores estrella genuinos del cine estadounidense». La popularidad del filme también ayudó a incrementar la fama de Frank Serpico y su nombre permaneció asociado a la imagen de Pacino.
Aunque dubitativo al principio, repitió su papel como Michael Corleone en la segunda parte de El padrino (1974), ambientada en 1958 con Michael como el nuevo don de la familia Corleone. Una oferta de seiscientos mil dólares y el entusiasmo de Francis Ford Coppola lo convencieron de protagonizar la segunda parte. Esta gozó del mismo éxito comercial y crítico que la primera entrega, y pasó a formar parte de numerosas listas de las mejores de la historia, al igual que la actuación de Pacino. Fue la primera secuela en ganar el Óscar a la mejor película, mientras que Pacino recibió su tercera nominación al Óscar. La revista Newsweek describió su actuación como «la más grande representación en el cine del endurecimiento de un corazón»; así, Pacino se transformó en uno de los principales atractivos de taquilla de ese año. Durante veinte semanas de intenso rodaje, el actor —que llevaba una vida solitaria— tuvo dificultades para distanciarse de su personaje, lo que lo afectó física y psicológicamente, y en cierto punto fue ingresado en el hospital por agotamiento. Como consecuencia, abandonó su siguiente proyecto, Tarde de perros (1975) y se empezó a hablar de Dustin Hoffman como su reemplazo. Pacino explicó: 

Había acabado de hacer la segunda parte de El padrino y estaba cansado de los filmes. No quería hacer una película. Era una molestia. Había hacho años de teatro y pensé que era uno de esos actores que no se podía adaptar al cine, porque era demasiado laborioso. Supongo que fui muy duro conmigo mismo. Estaba trabajando en un medio que no conocía y me sentía inseguro.

No obstante, el productor de Tarde de perros y todavía su representante, Martin Bregman, opinaba que el rol solo podía ser interpretado por Pacino. Finalmente, su personaje y el guion escrito por Frank Pierson lograron convencerlo. Sidney Lumet dirigió la producción basada en una historia real cuya trama estuvo coprotagonizada por Pacino y John Cazale como los asaltantes en —de acuerdo con el biógrafo William Schoell— «uno de los más peculiares» y «el más patético» intento de robo a un banco. «Se necesita una enorme cantidad de coraje, porque es un actor protagónico, no un secundario, y se le había pedido que interpretara a un homosexual. Era un gran riesgo», recordó Bregman. Y explicó: «Cuando interpretas a un personaje, te vuelves ese personaje, especialmente cuando eres Al, y ese podría haber sido un mundo que él no quería explorar. Tienes que recordar que en ese entonces ninguna estrella de cine había interpretado jamás a un homosexual; él fue el primero».

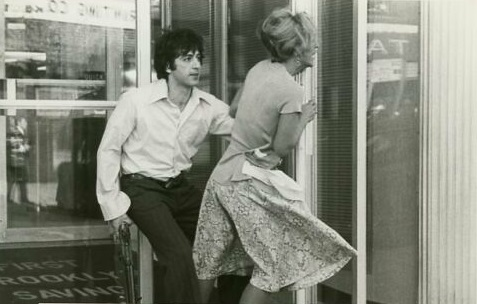
Pacino como el asaltante Sonny Wortzik en Tarde de perros.

Sin bien en un principio tuvo problemas para «encontrar el personaje», propuso algunos cambios durante el rodaje e improvisó parte de los diálogos, evitando los estereotipos y creando un personaje lo más «humano y complicado» posible. Las primeras reseñas posteriores al estreno fueron variadas; mientras que la película conformó a Vincent Canby de The New York Times, el crítico de la Rolling Stone Jon Landau la calificó como «un aburrimiento» y añadió que «su casi total fracaso descansa sobre los hombros de Al Pacino». Sin embargo, el prestigio del filme iba a aumentar gracias a la valoración de otros críticos y numerosos reconocimientos, incluidas candidaturas al Óscar y Globo de Oro para Pacino. Tanto el Globo de Oro como el Óscar al mejor actor se lo terminó llevando Jack Nicholson por One Flew Over the Cuckoo's Nest.
En la cima de su carrera y sin saber cómo seguir, rechazó los siguientes papeles que le ofrecieron y pasó casi un año sin trabajar. Por sentirse identificado con él y en ese momento vivir una situación similar, aceptó interpretar a Bobby Deerfield, un famoso y solitario piloto de carreras obsesionado con su profesión, en el drama romántico homónimo (1977) dirigido por Sydney Pollack. «Me sentía muy perdido en la vida», recordó Pacino, que había abandonado la bebida y su éxito previo en el cine lo había alejado del mundo que conocía. Marthe Keller, la coprotagonista, coincidió en que Bobby Deerfield era muy similar al actor en la vida real. La filmación se llevó a cabo en Europa y durante sus cuatro meses de duración, Pacino se sometió a un estricto régimen de fitness bajo la guía del entrenador Al Silvani. Este trabajo significó un cambio con respecto a sus filmes anteriores, y aunque se sentía «conectado» con su personaje, sintió que sus habilidades como actor eran limitadas para ese rol. Además, aunque reconoció las capacidades de Pollack, confesó haber tenido diferencias creativas durante el rodaje y afirmó que por momentos no pudo entender el punto de vista del director. Por su parte, Pollack observó que Pacino hacía preguntas extremadamente detalladas sobre las escenas y los personajes, comentando que era «como un perro rastreando un olor», y la lentitud del actor y el tiempo que este dedicaba a «meterse» en el personaje impacientó al director. Bobby Deerfield fue una decepción en la taquilla y tampoco entusiasmó a los críticos, aunque Pacino logró una nominación al Globo de Oro como mejor actor dramático. Por primera vez su sueldo sobrepasó el millón de dólares.
Durante la década de 1970, paralelamente a su éxito en el cine, el actor continuó trabajando en los escenarios, asociado a las obras producidas por la Theater Company of Boston. Una de ellas fue The Basic Training of Pavlo Hummel (1972, 1977), donde interpretó al personaje principal, y por la cual más adelante ganó el Premio Tony al mejor actor principal por su versión en Broadway. El autor de la obra, David Rabe, notó la cantidad de actuaciones variadas que Pacino desarrollaba durante los ensayos y hasta momentos antes del estreno. Rabe afirmó que en uno de los ensayos lo vio interpretar al personaje de «veinte modos diferentes», era como «probarse trajes». Otras de las obras fue la controversial Ricardo III (1972, 1979), de William Shakespeare, interpretando al personaje del mismo nombre. El personaje significó un desafío para el actor y la posibilidad de adentrarse en un terreno desconocido. Personificó a Ricardo con voz aguda en vez del clásico acento británico y se inspiró en diversas personalidades como Lee Strasberg, George C. Scott y hasta su propia abuela. El resultado generó diversas reacciones en los críticos; algunos consideraron que una obra de Shakespeare no era un terreno adecuado para un actor neoyorquino como él, aludiendo a su aspecto «étnico» o su dicción de clase obrera. En referencia a una reseña de Walter Kerr donde este afirmaba que Pacino no pertenecía al mundo de Shakespeare, el actor aseguró: «Shakespeare es una de las razones por las que me mantuve actuando».
Contratado por Martin Bregman, David Rabe escribió el guion de First Blood en 1975 con la idea de Pacino en el papel de Rambo. Aunque al inicio el actor estaba interesado, más tarde se desligó del proyecto al encontrarlo demasiado oscuro. Hacia 1977, había aceptado protagonizar una versión temprana de Nacido el cuatro de julio con William Friedkin en la dirección. Transcurridas dos semanas de ensayos, la financiación fue retirada y el actor y el director abandonaron el proyecto. Tras este hecho, la relación profesional entre Pacino y su representante, Martin Bregman, se disolvió. Seguidamente, el actor rechazó propuestas para protagonizar las cintas Kramer vs. Kramer, Apocalypse Now y Star Wars. En su lugar protagonizó el drama legal Justicia para todos (1979) del director Norman Jewison, la historia de un abogado que lucha contra la corrupción en el sistema judicial. Un crítico de la revista The Hollywood Reporter escribió que este era el papel que mejor interpretaba, «el de rebelde desaliñado, fuerte, pero vulnerable, discreto, pero fácilmente explosivo, luchando por derechos simples y un trato justo en una sociedad corrompida». Según The Epoch Times, Justicia para todos «tristemente marcó el fin de la ‘era dorada’ de Pacino». Su actuación le valió una quinta candidatura al Óscar, premio que se terminó llevando Dustin Hoffman por Kramer vs. Kramer. Tras el rodaje de Justicia para todos, volvió a Broadway para actuar nuevamente en Ricardo III.

### Altibajos profesionales (1980-1988)

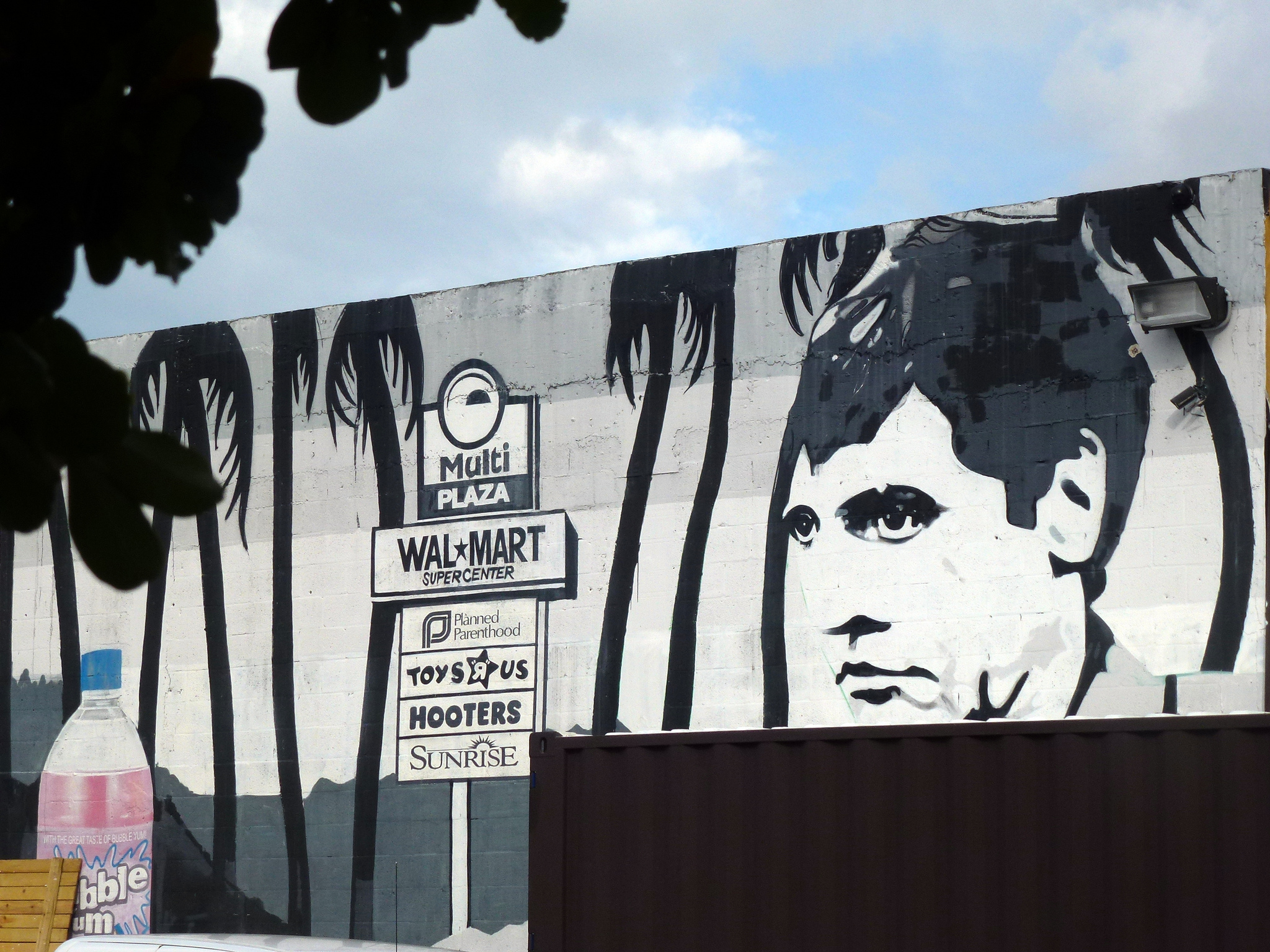
Graffiti de Pacino como Tony Montana. Su personaje en Scarface se volvió un icono de la cultura popular.

Inmediatamente después de su paso por Broadway, Pacino volvió al cine para protagonizar Cruising (1980) del director William Friedkin, su película más controversial, sobre un policía encubierto que investiga una serie de asesinatos ocurridos dentro de la comunidad homosexual del barrio neoyorquino de West Village. Ya desde el comienzo de la filmación en Nueva York, activistas homosexuales protestaron en contra de la producción del filme e intentaron sabotear el rodaje, alentados por parte de la prensa. Quienes protestaban acusaban a la trama de ser «antihomosexual» y retratar a los homosexuales como estereotipos unidimensionales, en parte debido a la presencia de escenas de sadomasoquismo. «Es solo un fragmento de la comunidad homosexual, del mismo modo que la mafia es un fragmento de la vida italoestadounidense», opinó Pacino antes del estreno. El director omitió escenas esenciales del guion original y una vez estrenado el filme, Pacino sintió que esa no era la película que él había acordado hacer. A pesar de la atención recibida por parte de los medios de comunicación, Cruising no tuvo grandes resultados en los cines y la reacción de la crítica fue negativa, aunque durante las décadas subsiguientes algunos iban a rescatar aspectos del filme.
Su trayectoria en el cine continuó con un cambió de rumbo con la interpretación de un padre soltero con cinco hijos en la comedia dramática Author! Author! (1982). La idea del personaje lo había convencido, pero el rodaje no le iba a resultar satisfactorio a causa de sus problemas con el director Arthur Hiller: «A veces en este negocio personas que no se supone que deberían encontrarse se encuentran por un breve tiempo», dijo Pacino, y añadió que la película «no debería haber sucedido». Desinteresado por la cinta, el crítico Roger Ebert se preguntó: «¿Qué hace Pacino en este caos? ¿Qué le está sucediendo a su carrera?». Además, Author! Author! significó otra decepción en la taquilla. Durante esta década hubo periodos en los cuales se alejó del cine y dedicó ese tiempo al teatro y a pulir detalles de una producción personal, el filme The Local Stigmatic, que no iba a ver la luz hasta años después. Su mayor éxito en el teatro fue American Buffalo (1980-1984) de David Mamet, por la cual fue nominado al Drama Desk Award. Su papel como «Teach», un ladrón que planea un robo destinado a fracasar, evolucionó a la largo de los años y las variadas funciones en teatros neoyorquinos de Broadway, off-Broadway, otras ciudades estadounidenses y Londres.
Volvió al cine de gánsteres con Scarface (1983), dirigida por Brian De Palma y escrita por Oliver Stone. Después de ver el filme original de 1932, Pacino propuso el proyecto a Martin Bregman, quien consideró que era una oportunidad para que el actor hiciese un papel que no había hecho antes. De Palma ideó el estilo operístico del personaje y la cinta. Para el papel del narcotraficante cubano Tony Montana, Pacino se inspiró principalmente en la actuación original de Paul Muni y se mudó temporalmente a Miami para familiarizarse con las costumbres y patrones lingüísticos de sus residentes. Dio prioridad al acento del personaje y una vez perfeccionado, lo solía utilizar tanto dentro como fuera del set. Además de trabajar con un experto en dialectos, también se entrenó con un preparador físico y con un experto en combate con cuchillos. Aunque fue recibida con críticas negativas, la cinta iba a resurgir como una película de culto y a ser ampliamente referenciada en la cultura popular, además de transformarse en uno de los papeles más populares de Pacino.
A su papel protagónico en Scarface le siguió otro en Revolution (1985), acerca de un cazador durante la Guerra de Independencia de los Estados Unidos. La película fue un fracaso tanto a nivel comercial como crítico. Con un costo de producción de veintiocho millones de dólares, el filme alcanzó a recaudar solamente 359 000 dólares, una de las películas con mayores déficits en recaudaciones. En una crítica para la revista New York, David Denby describió negativamente el acento de Pacino como «Chico Marx con un resfrío» y en cuanto a su expresión dijo que era como «Anne Bancroft tratando de ser seria». Incluso Pacino consideró Revolution como el «fracaso más grande» de su carrera y opinó que el material tenía potencial, pero que se vio afectado por la falta de producción y apresurado estreno.
Las críticas negativas de Scarface y el rotundo fracaso de Revolution desorientaron al actor, que como resultado se retiró del cine por cuatro años. Aún molesto con su salida de Nacido el cuatro de julio, Oliver Stone declaró: «Pacino es un idiota. Su carrera se fue por el caño». Mientras tanto, volcó su atención a la realización de su proyecto como productor, el mediometraje The Local Stigmatic. Paralelamente, se refugió en el teatro y actuó en las obras Crystal Clear (1987), National Anthems y la producción de Joseph Papp de Julio César (1988), como Marco Antonio, que generó interés al tratarse del mismo personaje que Marlon Brando había dado vida en la versión cinematográfica de 1953. Pacino recordó que a mediado de los años 1970, los medios afirmaban, en sus palabras: «Que la razón por la que volví a los escenarios fue que ¡mi carrera en el cine estaba decayendo! Ese ha sido el tipo de mentalidad, la forma en que el teatro es percibido, desafortunadamente». El actor recordó esos años lejos del cine como uno de sus mejores periodos de su vida adulta.

### Resurgimiento (1989-1999)
Su inversión en la producción de la película independiente The Local Stigmatic lo derribó económicamente, razón por la cual tuvo que volver a actuar en el cine. Con la ayuda de Diane Keaton, su pareja en ese momento, regresó a la pantalla grande de la mano del director Harold Becker con el filme neo-noir de suspenso Sea of Love (1989), donde Pacino interpretó a un detective en búsqueda de una asesina en serie que encuentra a sus víctimas por medio de avisos en el periódico. Sea of Love no solo significó su vuelta al cine sino a un territorio conocido, ejecutando el papel de un policía de Nueva York. La cinta colmó las expectativas generadas por su regreso; tuvo un recibimiento positivo por parte de la crítica y generó interés en el público, posicionándose en el número uno en la taquilla al momento de su estreno y recaudando más de ciento diez millones de dólares, sobre un presupuesto de diecinueve millones. Esto ayudó a que el actor volviese a la escena mainstream y consiguiese una candidatura al Globo de Oro como mejor actor dramático. Así, la cinta de Becker no solo relanzó la carrera de Pacino sino también la de su compañera de reparto, Ellen Barkin.

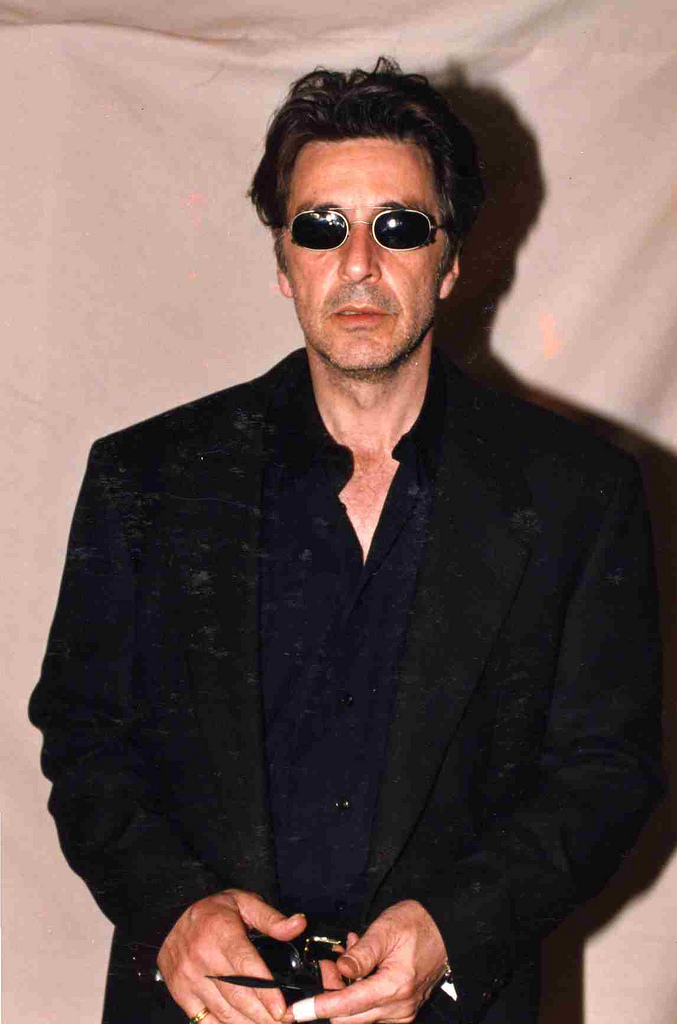
Pacino en 1994.

En 1990 Pacino proyectó The Local Stigmatic en el MoMA. De unos cincuenta minutos de duración, es una adaptación de la obra del mismo nombre en la que Pacino había actuado por primera vez en 1969 y por la cual había sido abucheado. The Local Stigmatic trata temáticas como la fama y la violencia y tiene como protagonistas a dos cockneys de mala vida, uno de ellos interpretado por Pacino. El filme nunca fue estrenado en los cines, solamente tuvo proyecciones privadas. También en 1990, apareció en un antagónico papel secundario como el gánster «Big Boy» Caprice en la comedia criminal Dick Tracy, dirigida y protagonizada por Warren Beatty. Pacino dedicó meses a diseñar el aspecto de su personaje, experimentando con diversas combinaciones de prótesis y maquillaje. Su histriónica actuación le valió la aceptación de la crítica; Roger Ebert escribió que el actor era un «ladrón de escenas» y la revista Time opinó que Pacino «le da al Jack Nicholson de Batman un par de lecciones de cómo interpretar un villano de historietas: como en parte un ideólgo psicótico y en parte un director de danza de Hollywood, un Bugsy Siegel que quiere ser Busby Berkeley». Pacino llegó a ser nominado al Óscar como mejor actor de reparto, una candidatura que sentó un precedente en la historia de los «premios de la Academia», al romper con la costumbre de ignorar actuaciones de adaptaciones fílmicas de historietas.
Hacia finales de ese mismo año, llegó a los cines la tercera parte de El padrino con Pacino repitiendo su rol como Michael Corleone. Aunque sin alcanzar el prestigio de las entregas anteriores de la saga, la esperada tercera parte fue valorada de manera positiva por la crítica cinematográfica, que elogió el desempeño de Pacino. La revista Variety y Janet Maslin de The New York Times llamaron a su actuación «magnífica» y «fascinante», respectivamente, mientras que David Denby la calificó como «brillante», «detallada» y «conmovedora», aunque no se expresó del mismo modo con respecto al filme en general. En opinión de Pacino, la cinta no alcanzó su potencial debido en parte a la ausencia en el reparto de Robert Duvall y porque «nadie quería ver a Michael vengarse y sentirse culpable. Él no era así» y añadió que no fue acertado abandonar sus códigos para «comenzar a llorar sobre ataúdes, confesarse y sentir remordimiento». De todos modos, el hecho de protagonizar El padrino III —la película más esperada de la última década según Los Angeles Times— contribuyó a catapultar su carrera de vuelta a la cima.
El director Garry Marshall, que no había podido contar con Pacino para Pretty Woman, logró tenerlo como coprotagonista del drama romántico Frankie and Johnny (1991), con su compañera de Scarface, Michelle Pfeiffer. Pacino encarnó a un cocinero recién salido de la cárcel que empieza una relación con una camarera (Pfeiffer) en la cafetería donde trabaja. Se trató de una adaptación guionada por Terrence McNally de su propia obra off-Broadway titulada Frankie and Johnny in the Clair de Lune (1987). Si bien el director notó que los métodos de actuación de sus dos protagonistas eran opuestos, observó que Pacino y Pfeiffer tuvieron una «química maravillosa». La crítica Janet Maslin de The New York Times escribió: «El Sr. Pacino no ha estado así de atractivo desde sus días de Dog Day Afternoon y hace de la interminable iniciativa de cortejar a Frankie un placer. Sus escenas con Pfeiffer tienen una precisión y honestidad que mantienen a raya los aspectos sensibleros de la película».
A continuación coprotagonizó el drama Glengarry Glen Ross (1992), basado en la obra del mismo nombre escrita por David Mamet. Se trató de una adaptación que había estado años en desarrollo con el nombre de Pacino vinculado al proyecto; finalmente el director James Foley le envió el guion al actor, con quien había querido trabajar por años. Otros actores de renombre habían expresado interés en participar del proyecto, a pesar de su modesto presupuesto —12,5 millones de dólares—; por ejemplo, los ingresos de Pacino pasaron de los seis millones que venía cobrando por película a un millón y medio en Glengarry Glen Ross. El actor interpretó a Ricky Roma, uno de los cuatro vendedores de inmuebles, desesperados ante la llegada de un facilitador que anuncia que después de una semana, solo los dos mejores vendedores mantendrán su empleo. El grupo de actores encabezado por Pacino fue descrito por el crítico Philip French como «uno de los mejores repartos estadounidenses jamás reunidos».
Por Glengarry Glen Ross, Pacino estuvo nominado como mejor actor de reparto en la 65.ª entrega de los Premios Óscar, pero el premio se lo llevó su antiguo compañero de Espantapájaros, Gene Hackman. No obstante, Pacino iba a ganar el Óscar al mejor actor por su interpretación del teniente coronel no vidente retirado del Ejército de los Estados Unidos, Frank Slade, en el éxito taquillero Scent of a Woman (1992). De esta forma, se transformó en el primer actor masculino en ganar el premio al mejor actor habiendo sido también candidato a mejor actor de reparto en una misma edición de los premios. Siendo un ejemplo de actuación de método, recibió indicaciones de parte de una escuela para ciegos y aunque en un principio su personaje iba a usar lentes que ayudaran al actor a aparentar ceguera, Pacino decidió no utilizarlos. Continuaba «dentro» del personaje incluso el set caminando con un bastón sin mirar a la gente. Un amigo de su infancia, Kenneth Lipper, relató que, de niño, Pacino hacía de cuenta que era ciego y le pedía ayuda a la gente para cruzar la calle. «Así que no fue una sorpresa para mí verlo recibir un Premio de la Academia por un papel que ha estado interpretando toda su vida», dijo Lipper. El crítico David Denby de la revista New York definió su actuación como «la más grande, más teatral y emotiva» de la trayectoria de Pacino en el cine y dijo que su carrera se encontraba «en medio de una fabulosa segunda vida». Algunos medios se refirieron a 1992 como «el año de Al Pacino». Paralelamente continuó trabajando en el teatro con obras como Salomé de Oscar Wilde y Chinese Coffee en Broadway, cuyos resultados fueron irregulares, pero su actuación fue elogiada.
Al año siguiente, protagonizó el drama criminal Carlito's Way (1993), donde interpretó a un gánster puertorriqueño que acaba de salir de prisión e intenta alejarse del mundo de la delincuencia. Parcialmente basada en dos novelas escritas por el juez Edwin Torres, a quien Pacino había conocido mientras trabajaba en Serpico, el actor se interesó en el proyecto y especialmente en el protagonista, Carlito Brigante. Pacino acompañó a Torres en su recorrido por Harlem del Este para inspirarse en la atmósfera del lugar y estética de sus habitantes. Los productores seleccionaron a Brian De Palma como director, que de esta manera se reunió con Pacino tras Scarface. El director manifestó dudas con respecto a filmar otra cinta de gánsteres de origen hispano, y planeó un filme más convencional y sin los excesos de Scarface, basándose en el cine negro clásico. Coincidiendo con los pronósticos, Owen Gleiberman de la revista Entertainment Weekly comparó Carlito's Way con Scarface, escribiendo que se trataba de «un trabajo de realización cinematográfico más fino», pero notando la falta de un protagonista tan memorable como Tony Montana, diciendo que con Carlito Brigante «Pacino intenta algo más tranquilo y emotivo». Para la revista Esquire, el Óscar recientemente obtenido por Pacino «manchó» la recepción crítica de Carlito's Way, que, sin embargo, presentó al actor en una «actuación fascinante que es en su mayoría discreta» con «algunas de las mejores escenas de virtuosismo de su carrera».

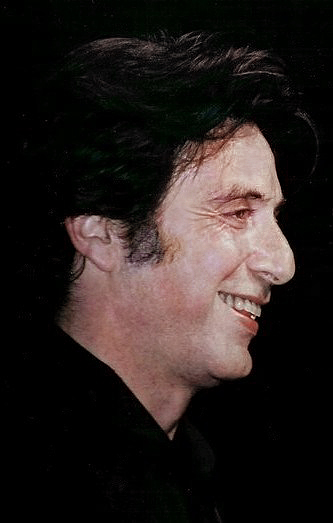
Pacino en el Festival Internacional de Cine de Cannes de 1996.

Después de inspirarse en la imagen de su propio abuelo para interpretar a un anciano durante sus últimos días de vida en el drama de bajo presupuesto Two Bits (1995) de James Foley, continuó con su papel como el teniente Vincent Hanna en el drama policíaco Heat (1995) del director Michael Mann. El personaje de Pacino es un detective de homicidios de Los Ángeles que le sigue la pista a una banda de ladrones de banco encabezada por el personaje de Robert De Niro. El filme creó expectativas por ser la primera vez que Pacino y De Niro aparecían juntos en pantalla, el encuentro de «los dos actores más respetados de su generación», según la revista The List. La crítica Manohla Dargis escribió que Pacino «es un disturbio de una sola persona, un dínamo cargando la escena de un crimen como una cruza demente entre el Sombrerero Loco y Hércules Poirot, todo furia y agitación de sustancia gris. Pero, aunque Hanna está desmesurado, no está nunca fuera de control». Años más tarde, Pacino explicó algunos de los comportamientos de su personaje, revelando que —si bien no se muestra en pantalla— este estaba bajo los efectos de la cocaína. El filme además iba a ser recordado por el antagónico encuentro entre Pacino y De Niro en una cafetería —filmado sin haber sido ensayado antes— o la escena final. Collider consideró la escena de la cafetería «una de las escenas más emblemáticas de la historia del cine».
Posteriormente recibió el llamado del director Harold Becker para coprotagonizar con John Cusack el thriller político City Hall (1996). «Aunque tiene menos minutos en pantalla, Pacino se apodera de cada una de sus escenas», escribió el crítico Bob Thomas para Associated Press sobre el actor en el papel del alcalde de Nueva York, y destacó su monólogo en una de las escenas como de «los mejores discursos en el cine de todos los tiempos». Owen Gleiberman de Entertainment Weekly se refirió a la misma escena como «una grotesca parodia de compasión izquierdista», aunque valoró la actuación de Pacino en el resto de la cinta. Si bien el actor se reunió con figuras como Rudy Giuliani, Ed Koch y David Dinkins previo a interpretar el papel del carismático alcalde, declaró que su rol es «una descripción genérica de un alcalde populista». Tras cuatro años de trabajo, ese mismo año estrenó su debut como director, Looking for Richard —también producido, protagonizado y financiado por él mismo—, un docudrama con escenas selectas de Ricardo III de William Shakespeare y un amplio análisis del rol actual y relevancia cultural del autor, con un reparto que incluyó a Alec Baldwin, Kevin Spacey y Winona Ryder, entre otros. Looking for Richard le valió a Pacino el Premio del Sindicato de Directores a la mejor dirección en un documental.

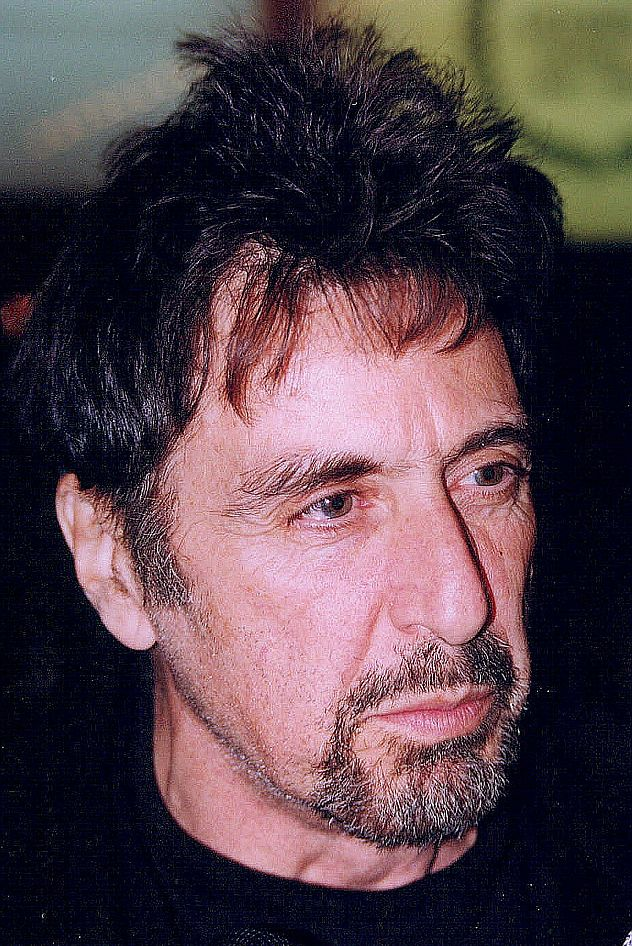
Pacino en 1999.

Su siguiente participación en el cine fue en Donnie Brasco (1997), dirigida por Mike Newell y basada en la historia real del agente encubierto del FBI Donnie Brasco y su trabajo para hacer caer a la mafia desde dentro. Pacino encarnó a «Lefty» Ruggiero, un veterano asesino a sueldo cuya autoridad dentro del crimen organizado está en decadencia. Refiriéndose a «Lefty», Janet Maslin de The New York Times dijo: «Este Pacino es diferente: Envejecido, cansado, monótono, sin suerte, aunque desesperadamente ansioso por conseguir aprobación». David Denby valoró esta actuación de Pacino como «la más melancólica de su carrera» y la «más convincentemente fatalista». En ese sentido, el ex caporegime de la familia criminal Colombo Michael Franzese destacó la autenticidad de Donnie Brasco y la citó como el mejor trabajo de Pacino en una película de gánsteres, comentando que su personaje «no era considerado uno de los tipos sofisticados de ese mundo y [Pacino] lo retrata muy, muy bien».
Luego de haber rechazado tres veces actuar en la adaptación al cine de la novela sobrenatural The Devil's Advocate de Andrew Neiderman, por considerar estereotipado al personaje, aceptó el rol después de que Tony Gilroy reescribió el guion. El filme se estrenó en octubre de 1997 con Keanu Reeves como un ambicioso abogado que llega a Manhattan para trabajar en la prestigiosa compañía del omnipotente «John Milton», interpretado por Pacino. Para crear el personaje, descrito por Los Angeles Times como «seguro de sí mismo, seductor, astuto, extravagante, lascivo, inteligente, corrupto, juguetón y lleno de rabia», el actor observó el trabajo de Walter Huston en la cinta de fantasía The Devil and Daniel Webster (1941) y leyó el Infierno de Dante Alighieri y El paraíso perdido de John Milton. La película fue un éxito en la taquilla y recaudó más de ciento cincuenta millones de dólares a nivel mundial.
Más tarde, volvió a trabajar bajo la dirección de Michael Mann en el drama multinominado al Óscar The Insider (1999), con Russell Crowe. La trama se basó en los esfuerzos del denunciante Jeffrey Wigand (Crowe) y el productor televisivo Lowell Bergman (Pacino) por exponer las prácticas nocivas llevadas a cabo por la industria tabacalera, en particular la Brown & Williamson. El periódico Dallas Observer indicó: «Pacino ha comenzado a darse cuenta de la importancia de su legado y quiere recordarnos que a la hora de la verdad, todavía puede cumplir como lo hacía de joven». Asimismo, interpretó al entrenador de un equipo de fútbol americano en decadencia en el drama deportivo Un domingo cualquiera (1999), del director Oliver Stone. Como preparación para el rol, Pacino se reunió con figuras de ese deporte como Mike Shanahan, Bill Parcells y Steve Mariucci; además, su personaje compartió el apellido con el entrenador de boxeo Cus D'Amato. El director declaró que aprovechó la imagen de Pacino —protagonista de Scarface, película que Stone había guionado— para dar a entender que un buen entrenador es, en parte, un gánster. Una vez más, uno de sus monólogos —en este caso, el que tiene lugar en el vestuario previo a la partida— ganó notoriedad y trascendió la pantalla grande, sirviendo como inspiración a equipos deportivos de la vida real.

### Otros papeles e incursión en la televisión (2000-2006)
Pacino estrenó su segundo trabajo como director, Chinese Coffee, en los festivales de Telluride y Toronto del año 2000. El proyecto se filmó hacia finales de la década anterior durante un periodo de tres años y él mismo se encargó de financiarlo en su totalidad. La cinta se basó en la obra de teatro del mismo nombre en la que había actuado a principios de los años 1990 y se trata casi exclusivamente sobre una conversación entre dos personajes: Un escritor sin éxito (Pacino) y su mentor (Jerry Orbach). En palabras de Pacino: «No estoy adaptando una obra al cine. Estoy haciendo una obra como una película». El actor y director explicó: «Tratas de mantener el espíritu de la obra [... ] ajustándose al medio cinematográfico». En una reseña para Variety Todd McCarthy opinó que Chinese Coffee «es un pequeño ejercicio de actuación que solo un actor pensaría en llevar al cine» y que «sin duda se unirá a Two Bits como las películas menos vistas de la notable carrera del actor». McCarthy predijo que el filme no tendría potencial comercial más allá del nombre de su director y al igual que su ópera prima, no llegó a ser proyectada en las salas de cine. Pacino, que reconoció haberse «enamorado de la ida de hacer una película», señaló acerca de su futuro detrás de cámaras: 

No me veo a mí mismo como un director real. Me veo como un actor que está dirigiendo esto. Un director real es alguien que ve el mundo de esa forma, que dice: «Ey, acabo de ver algo. Acabo de leer algo. Tengo que dirigirlo». Yo no. Yo veo algo y digo: «Guau, tengo que actuarlo». Gran diferencia. A veces siento que quizás cuando muera y vaya al Cielo, dirigiré.

El entonces director emergente Christopher Nolan contó con él para coprotagonizar la cinta de suspenso psicológico Insomnia (2002), con Robin Williams y Hilary Swank, un remake de la película noruega homónima. El actor aceptó el rol y reconoció el talento de Nolan después de ver Memento, el anterior largometraje del director. La trama de Insomnia gira en torno a dos detectives de Los Ángeles que investigan un asesinato en Nightmute, Alaska, un área con veintitrés horas de luz al día. Los críticos elogiaron ampliamente su participación, entre ellos Lisa Schwarzbaum de Entertainment Weekly, que comentó que hacía años que el actor no tenía una actuación tan «poderosa y matizada», mientras que The Guardian reconoció su actuación como el atractivo principal del filme. Nolan destacó la química actoral entre Pacino y Williams, quienes según el New York Post mostraron sus «actuaciones más sustanciosas» en muchos años. En la misma reseña, se resaltó que en Insomnia «nunca se permite que [Pacino] explote en el tipo de actuación eufórica que ha caracterizado gran parte del trabajo del actor desde Scent of a Woman». En ese sentido, otros autores notaron el tono más moderado con respecto a las clásicas actuaciones de Pacino. Insomnia también tuvo una buena acogida en los cines, con una recaudación de 113 millones de dólares en todo el mundo. Décadas más tarde, la National Review iba a nombrar a Insomnia como la mejor película de Pacino de ese decenio y /Film mencionó que se trataba de «una de las últimas grandes actuaciones de Pacino».
Su siguiente película fue la comedia dramática de ciencia ficción Simone (2002), dirigida por Andrew Niccol. La trama se centra en un olvidado director de cine que crea una actriz virtual para protagonizar su próximo filme y sus intentos por mantenerla en secreto a medida que la fama de esta se incrementa. Aunque el guion de Niccol atrajo a Pacino por su tratamiento de temáticas como la fama, la ficción, el éxito y el fracaso, la cinta no consiguió grandes resultados críticos ni comerciales. El mismo año interpretó a Eli Wurman, un publicista en decadencia adicto a las drogas que se ve envuelto en un crimen en el drama de bajo presupuesto People I Know (2002). La película se vio perjudicada por una producción apresurada y una pobre distribución. La filmación había concluido solo diez días antes de los atentados del 11 de septiembre de 2001 y, aunque algunas escenas volvieron a ser rodadas, la cinta no iba a estrenarse hasta octubre del año siguiente en Italia y otros seis meses después en Estados Unidos con un estreno limitado. Uno de los críticos que apoyó la cinta fue Roger Ebert, que la proyectó en el Ebertfest. La revista New York observó: «Puedes ver por qué Pacino se metió en este papel: es florido, sórdido y principesco, todo a la misma vez». Debido al tono de sus personajes en Insomnia, Simone y People I Know, la revista PopMatters se refirió a dichos filmes como una «trilogía del cansancio».
Su trayectoria como actor no mostraba signos de agotamiento, trabajando tanto el teatro como en el cine y alternando entre producciones de bajo y alto presupuesto. Estrenado en 2003, el thriller de espionaje The Recruit tuvo a Colin Farrell como un aspirante a agente de la CIA y a Pacino como su reclutador, una dupla descrita por Entertainment Weekly como «una versión más oscura de Robert Redford y Brad Pitt en Spy Game, solo que The Recruit se trata más sobre juegos mentales». Tras el satisfactorio resultado comercial de The Recruit, hizo un cameo como un jefe de la mafia en una escena de la comedia Gigli (2003), del director de Scent of a Woman, Martin Brest. El filme fue un fracaso de taquilla al punto de transformarse en una de las películas con mayores déficits en recaudaciones y la respuesta de los críticos también fue negativa; llegó a ser considerada una de las peores películas de la historia y derrumbó la carrera de su director. Después de evitar la pantalla chica durante años, debutó en televisión encarnando al abogado homosexual Roy Cohn en la miniserie de HBO Angels in America (2003), una adaptación de la obra del mismo nombre. Por dicha actuación, ganó los premios Globo de Oro, Primetime Emmy y SAG al mejor actor de miniserie.

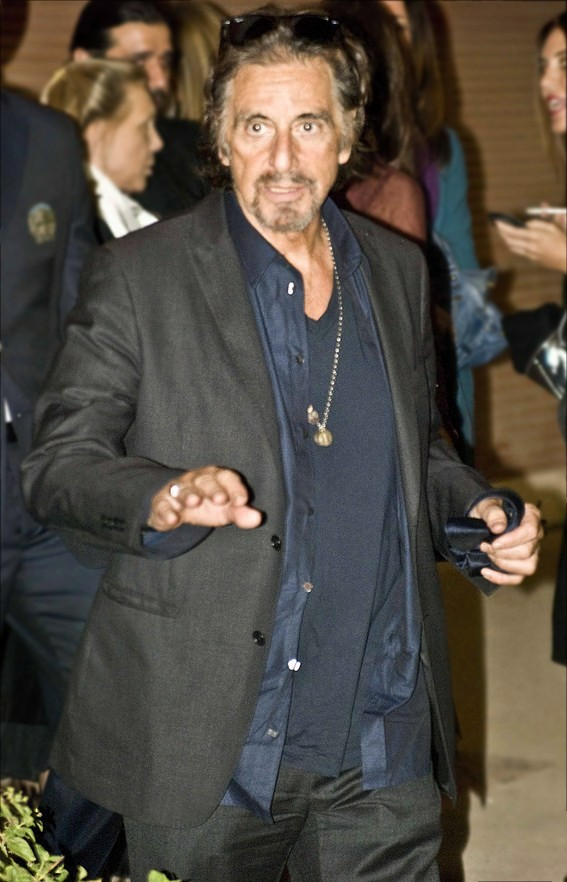
Pacino en el Festival de Cine de Roma en 2008.

En 2004 se estrenó El mercader de Venecia, adaptación al cine de la obra homónima de Shakespeare, donde Pacino personificó al usurero judío Shylock. Bajo la dirección de Michael Radford, le aportó profundidad a un personaje tradicionalmente interpretado como villano. Cabe destacar que cuando el productor Barry Navidi se contactó con Marlon Brando para hablar sobre el proyecto, el segundo le dijo que Pacino era la única persona que podría hacer de Shylock. Esta versión del personaje fue descrita por Ron Rosenbaum del periódico The Observer como un «inofensivo, debilitado y políticamente correcto Shylock». Sin embargo, el trabajo del actor recibió elogios de parte de varios críticos, entre ellos Peter Travers, que comentó que «sube el listón en un fascinante triunfo actoral». Aunque su promoción fue escasa, el filme tuvo cuantiosas proyecciones en los cines de Nueva York y generó ganancias en la taquilla. En otro de sus papeles como mentor, hizo de un agente de apuestas deportivas en el drama Two for the Money (2005), con Matthew McConaughey y Rene Russo. La película no logró conformar a gran parte de la crítica; una excepción fue Roger Ebert, que elogió la participación de Pacino y su carrera reciente. La revista Empire coincidió con Ebert en cuanto a la actuación de Pacino, pero calificó negativamente el filme en general, mientras que otros medios como el Chicago Tribune notaron que su personaje «puede ser un rostro familiar en la galería de personalidades explosivas de Pacino».

### Declive en el cine y éxito en la televisión (2007-2018)
Pacino se unió a George Clooney, Brad Pitt, Matt Damon y Andy García en la comedia criminal Ocean's Thirteen (2007), la tercera y última entrega de la saga dirigida por Steven Soderbergh. El principal antagonista de la trama es su personaje, Willy Bank, un magnate de los hoteles que está en la mira de la banda de Ocean. La cinta recaudó más de 311 millones de dólares en todo el mundo. Al mismo tiempo, protagonizó el thriller psicológico 88 minutos (2007), donde interpretó a un psicólogo forense y profesor universitario, responsable de la condena de un asesino en serie, que le restan ochenta y ocho minutos para salvar su vida. El filme fue maltratado por los críticos; para Richard Roeper fue el peor del año y medios como New York Post y Variety consideraron 88 minutos como una de las peores películas de Pacino. El director de 88 minutos, Jon Avnet, volvió a contar con él para coprotagonizar con Robert De Niro Righteous Kill (2008), un buddy cop donde los actores interpretan a dos detectives de Nueva York en busca de un asesino en serie. Aunque los resultados en la taquilla fueron aceptables, Righteous Kill significó otro fracaso a nivel crítico. Escribiendo para The New York Times, Manohla Dargis describió el filme como «un desorden de películas policiales recicladas y clichés de películas de asesinos en serie», mientras que Lou Lumenick del New York Post comentó: «Al Pacino y Robert De Niro recogen cheques inflados con la intención de aburrir en Righteous Kill, un lento y ridículo thriller policial que hubiese sido enviado directamente al contenedor de basura de Blockbuster si hubiese sido protagonizado por alguien diferente». Desde 2009 ocupó la posición de copresidente del Actors Studio, junto con Ellen Burstyn y Harvey Keitel.

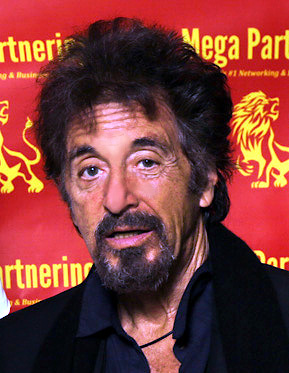
Pacino en 2015.

La entrada de una nueva década vio un descenso en el potencial comercial de Pacino como protagonista en la pantalla grande, que reapareció en televisión para protagonizar el telefilme biográfico de HBO You Don't Know Jack (2010), el cual narra la vida y obra del doctor Jack Kevorkian, un defensor del suicidio asistido. Su trabajo le valió los premios Primetime Emmy, Globo de Oro y SAG como mejor actor de televisión. Habiendo lamentado no haber interpretado al prestamista Shylock en el teatro antes de hacerlo en la pantalla grande, finalmente volvió a los escenarios en julio de 2010 en una producción off-Broadway de El mercader de Venecia. Esta reinterpretación de la obra de Shakespeare se llevó al Teatro Broadhurst de Broadway en octubre, donde recaudó un millón de dólares en su primera semana de estreno. Por su actuación, Pacino obtuvo una nominación a los Premios Tony como mejor actor principal en una obra de teatro.
A principios de 2011 se estrenó en el Festival de Cine de Sundance el drama policial The Son of No One con Pacino en un pequeño papel como un detective. Hacia el final de ese año estrenó su tercer largometraje como director en el Festival de Venecia, el documental dramático Wilde Salomé. Pacino, que definió esta película como su «proyecto más personal hasta el momento», recibió el premio Glory to the Filmmaker en Venecia por su aporte al cine contemporáneo. La película examina la obra Salomé de Oscar Wilde a través de la mezcla de elementos documentales y ficción. Pacino, además de su rol como director y guionista, interpreta a Herodes Antipas. Al mismo tiempo, apareció haciendo de él mismo en la comedia protagonizada por Adam Sandler Jack and Jill, la cual cosechó reseñas negativas y alcanzó a ser considerada una de las peores películas de la historia, rompió el récord como la más ganadora en los Premios Razzie y empujó a Pacino a conseguir por primera vez el Razzie al peor actor de reparto. Su ficcionalización de sí mismo, definido por The Guardian como «un vendido y desagradable, burlándose de los papeles que lo hicieron famoso», fue para dicho periódico «extraordinaria». Karina Longworth, autora de Al Pacino: Anatomy of an Actor, opinó que el Al Pacino de Pacino «no es más que un intento directo y público por parte del actor de enfrentarse a su imagen, como representante de la actuación seria, como símbolo de la honestidad e integridad del Nuevo Hollywood de los setenta en contraste con el cinismo corporativo de la industria actual y como una estrella algo excéntrica, y la carga que esa imagen pública genera en el proceso de actuación». Según el relato de Dennis Dugan, el director del fallido filme, Pacino «estaba tan dedicado interpretando a Al Pacino en nuestra película como lo estaría si estuviera en The Globe interpretando Macbeth».
En octubre de 2012 protagonizó el reestreno en Broadway de la obra clásica de David Mamet Glengarry Glen Ross en su trigésimo aniversario, y se mantuvo hasta enero del año siguiente. También en octubre se proyectó en el Festival Internacional de Cine de Chicago la comedia criminal Stand Up Guys con Pacino, Christopher Walken y Alan Arkin como tres criminales veteranos que se reúnen para un último trabajo. Varias de las reseñas negativas recibidas por el filme remarcaron que el director había desaprovechado el potencial del trío protagónico. Más tarde protagonizó otro telefilme biográfico para HBO, titulado Phil Spector (2013), acerca del juicio por asesinato del productor musical Phil Spector, bajo la dirección de David Mamet. En 2002, Spector había declarado que el sueño de toda su vida era ser interpretado por Pacino —su actor favorito— en una película sobre su vida. The Daily Telegraph notó la ironía en el hecho de que el actor terminó haciendo de Spector, pero no en un filme sobre su carrera sino en uno que trata sobre su juicio por asesinato. Las actuaciones de Pacino como Spector y Helen Mirren como la abogada defensora del productor no pasaron desapercibidas y ambos fueron candidatos a los premios Primetime Emmy, Globo de Oro, SAG y Satellite como mejor actor y mejor actriz, respectivamente. Karina Longworth se preguntó: «¿Es Pacino irremediablemente “parte del pasado” o puede encontrar el camino de regreso al centro de la cultura?». Paralelamente, editó Wilde Salomé, su anterior trabajo detrás de cámaras, manteniendo solo los elementos narrativos, y estrenó el nuevo corte, titulado Salomé, en agosto de 2013 en Estados Unidos y un año después en el Reino Unido.
Mientras que en los últimos años el actor había tenido éxito con sus trabajos para HBO, la reacción de la crítica con respecto a sus actuaciones en la pantalla grande era irregular. Volvió al cine para protagonizar el drama independiente Manglehorn, estrenado en el Festival de Venecia en agosto de 2014 y en los cines estadounidenses a mediados del año siguiente. El sitio The A.V. Club afirmó que Pacino merecía un mejor material que el papel del excéntrico y solitario cerrajero obsesionado con una expareja en Manglehorn y otros medios como San Francisco Chronicle y The Washington Post reseñaron el filme negativamente, pero valoraron el trabajo en conjunto de Pacino y Holly Hunter. También en Venecia, se proyectó The Humbling, otra cinta independiente con Barry Levinson como director y Pacino interpretando a un actor envejecido que sufre de demencia. La película fue descrita por The New York Observer como «espantosa» y por Time Out como «un lío irredimible», aunque se elogiaron las actuaciones. Peter Travers de Rolling Stone comentó que se trataba de «la mejor actuación en años de Pacino en el cine» y Lou Lumenick del New York Post fue más lejos y dijo que podía ser «lo mejor que Al Pacino ha hecho en este siglo». Pacino expresó su tendencia a pasar cada vez más tiempo con sus hijos y comparó el modo de trabajar de sus inicios en la actuación con el contemporáneo: 

En el cine ya no tienes tanto tiempo, estás enfrentado al reloj todo el tiempo y eso puede resultar difícil porque tienes que hacer que algo funcione dentro de los límites de tus seis semanas de filmación. Y por lo general no es suficiente tiempo, así que el trabajo lo refleja. Desearías tener más tiempo, incluso si es solo para conocer a los actores con los que estás o hablar con el director sobre tu personaje. En los viejos tiempos, [Sidney] Lumet también hacía películas en seis semanas, pero tenía tres semanas o un mes para ensayar. Ese ya no es el caso. Rara vez encuentras una película, de naturaleza seria, que tenga tiempo para reunir a los actores para ensayar. No es la prioridad.

Los cambios en la industria también se vieron reflejados en su salario; mientras que en la cima de su carrera recibía unos catorce millones de dólares por película, ahora su sueldo era de unos cinco millones, a veces siete. En 2016 volvió a ser nominado a los Premios Globo de Oro, esta vez en la categoría de mejor actor en una comedia o musical por interpretar a una estrella de rock en decadencia que trata de redescubrir el sentido de su vida en Danny Collins (2015). Medios como Variety y Toronto Sun destacaron su rol cómico y otros críticos lo hicieron responsable de «salvar» la película. Posteriormente formó parte del reparto del thriller Misconduct (2016), un fracaso tanto a nivel comercial como crítico que, según The Daily Telegraph, «podría ser el peor filme en el que Anthony Hopkins y Al Pacino hayan actuado jamás». La suerte de Hangman (2017) no fue diferente. Se trató de un thriller policíaco protagonizado por Pacino como un detective que busca a un asesino en serie, cuyos crímenes están inspirados por el juego del ahorcado. Hangman se trató de una de las películas peor reseñadas en la filomografía del actor. Refiriéndose al fracaso de varias de sus últimas películas, reflexionó: 

¿Sabes qué? Puede que me esté malacostumbrando. Creo que estoy empezando a ponerme un poco obstinado. Estoy empezando a querer hacer películas que no son realmente muy buenas y tratar de mejorarlas. Y ese se ha vuelto mi desafío. No creo que vaya pensando que no van a ser muy buenas, pero es como dijo Bob [De Niro]: A veces te ofrecen dinero para hacer algo inadecuado. Y te convences de hacerlo. Y en algún lugar dentro de ti, sabes que esa cosa va a ser una chatarra.

Además reconoció que en los últimos veinte años fue menos selectivo a la hora de aceptar papeles. El periódico The Independent cuestionó su carrera contemporánea diciendo que «en algún punto, Pacino tomó un giro equivocado y entró en la zona de penumbra del thriller directamente para DVD o bajo demanda». Por su parte, Slant Magazine publicó que «el actor, como la mayoría de los artistas culturalmente prominentes de cualquier medio, no alterna simple e inequívocamente entre películas personales y películas a cambio de cheques, ya que existe una inevitable superposición entre las dos, así como otras innumerables circunstancias atenuantes que no se pueden conocer del todo». Nuevamente protagonizó un telefilme de HBO, el drama biográfico Paterno (2018), sobre la renuncia del entrenador de fútbol americano universitario Joe Paterno a raíz de un escándalo de abuso sexual infantil silenciado durante años en la universidad para la que trabajaba. Con Paterno ya fallecido, Pacino utilizó la misma metodología de trabajo que venía utilizando, es decir, asimilar la mayor información posible sobre el personaje y «dejar que el inconsciente haga el resto», como ya lo había hecho con Jack Kevorkian y Phil Spector.

### Regreso a la cima (2019-2024)

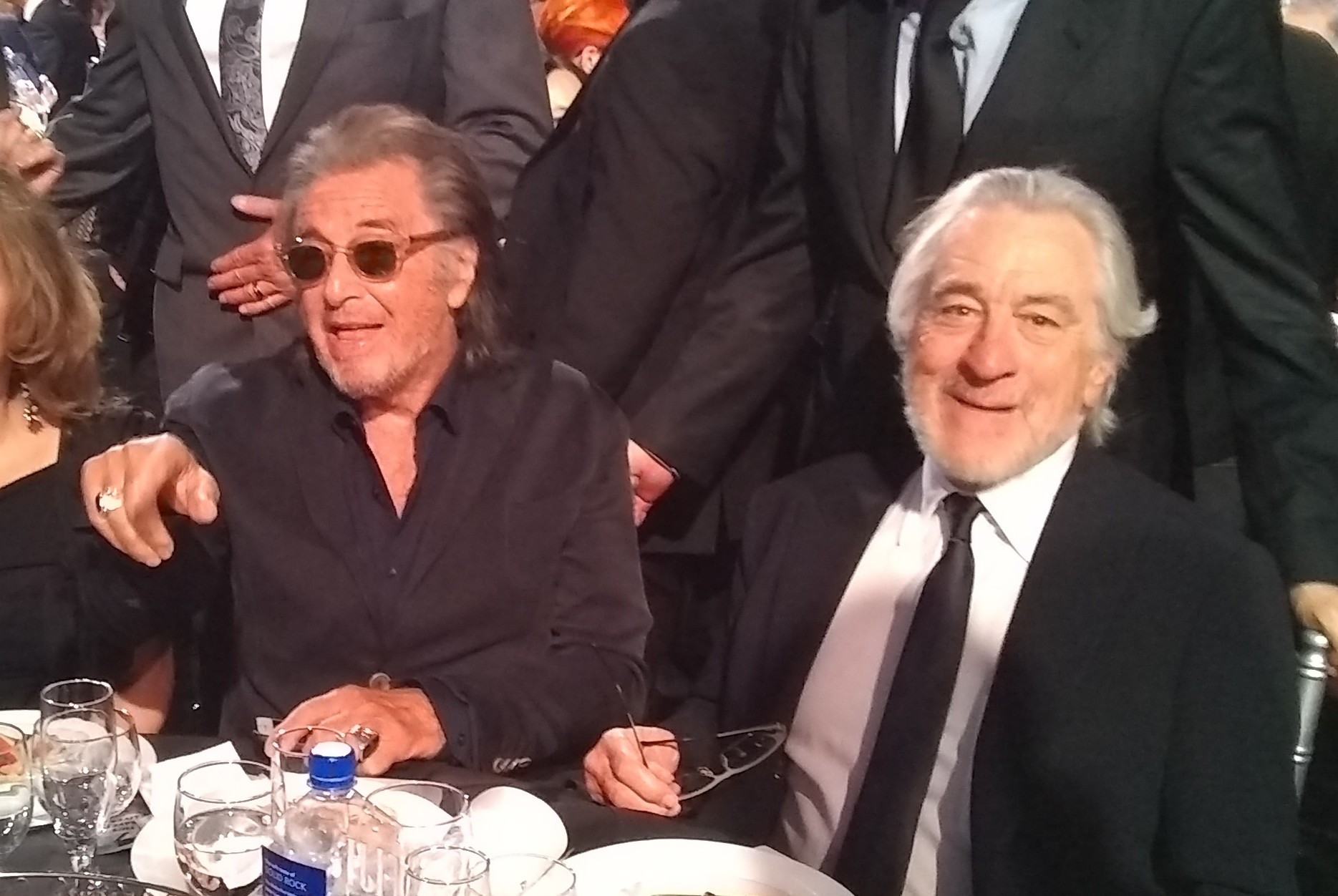
Pacino y De Niro durante la entrega de los Premios de la Crítica Cinematográfica de 2019.

A continuación el director Quentin Tarantino escribió un papel para Pacino en Once Upon a Time in Hollywood (2019), un agente de Hollywood que representa al personaje de Leonardo DiCaprio. A pesar de su experiencia, Tarantino reveló que sintió nervios antes de dirigir al actor. Su resurgimiento llegó gracias a su papel en la cinta de gánsteres El irlandés (2019), dirigido por primera vez por Martin Scorsese y acompañado por Robert De Niro y Joe Pesci en el reparto. El actor interpretó a Jimmy Hoffa, un líder del sindicato de camioneros vinculado con el crimen organizado. El proyecto había estado en un limbo de desarrollo durante años y en 2012 los actores se habían reunido para leer el guion, pero la producción no se puso en marcha hasta que Netflix acordó financiarla —el presupuesto se estimó en 225 millones de dólares—. El irlandés resultó un éxito entre los críticos de cine, como también la actuación de Pacino, para Owen Gleiberman de Variety, «la más extraordinaria del filme». Además de ser candidato a los premios Globos de Oro, SAG y BAFTA, recibió una candidatura al Óscar como mejor actor de reparto, la primera desde su victoria por Scent of a Woman (1993). En 2021 volvió a ser candidato al Globo de Oro por su participación en Hunters, una serie de televisión web que obtuvo reacciones diversas de parte de la prensa.
Ulteriormente viajó a Italia para rodar el drama criminal La casa Gucci (2021), bajo la dirección de Ridley Scott, cuya trama narra el asesinato de Maurizio Gucci. Poco después de que comenzaran a circular las primeras imágenes de Pacino personificando a Aldo Gucci, primo de Maurizio, la elección de casting fue duramente criticada por Patrizia Gucci, prima segunda de Maurizio, por «no parecerse en nada» al Aldo Gucci de la vida real. La película recibió críticas mixtas, pero se destacaron las actuaciones, incluida la de Pacino. Su siguiente aparición en la gran pantalla fue en el thriller protagonizado y dirigido por Michael Keaton, Knox Goes Away, estrenado en el Festival Internacional de Cine de Toronto de 2023 y en cines estadounidenses al año siguiente. Tras un intento fallido de adaptar al cine una historia sobre el pintor Amedeo Modigliani con Scorsese en los años 1980, en 2022 se anunció que se llevaría a cabo una coproducción entre Johnny Depp y Pacino para crear un filme basado en la vida del artista. Inicialmente, Pacino tenía la intención de dirigir el proyecto, pero posteriormente decidió delegar esa responsabilidad en Depp. Modigliani, tres días en Montparnasse se estrenó en el Festival Internacional de Cine de San Sebastián en septiembre de 2024, con Pacino en el papel de un coleccionista de arte y Riccardo Scamarcio en el papel principal de Modigliani.
A principios de 2023, Pacino, Vince Vaughn y Michelle Monaghan se unieron al drama Easy's Waltz, el debut como director de Nic Pizzolatto.

## Características

### Estilo
Según la Enciclopedia Británica el intenso estilo de Pacino en la pantalla se caracteriza por una «seriedad inquietante y rabia explosiva». En lo que respecta a la construcción de su personaje, el dramaturgo David Mamet afirmó que «es incapaz de hacerlo de la misma manera dos veces» y Lee Strasberg dijo: «Algunos actores interpretan personajes. Al Pacino se transforma en ellos». Fue bajo la tutela de Strasberg que se perfeccionó en un conjunto de técnicas conocidas en Estados Unidos como «el Método», basadas en el sistema Stanislavski, las cuales hacían énfasis en la actuación naturalista y entrenaban a los actores a sentir y retratar de manera realista las emociones de sus personajes. La actuación del método fue llevada con éxito a la pantalla grande por Marlon Brando y posteriormente influenció con su estilo a Pacino, quién iba a llegar a ser catalogado como «el actor de método de los actores de método». Para el Chicago Reader, es un «enorme actor de método que nunca tiene miedo de hacer el ridículo en la búsqueda de una expresión espontánea», y la revista New York destacó el desarrollo de la psicología de sus personajes.
El dramaturgo Israel Horovitz observó que Pacino desarrollaba sus personajes observando a otros, en ocasiones recorría las calles durante horas, llegando incluso a seguir a una persona en particular, fijándose en su modo de caminar, su postura corporal y su vestimenta. Con múltiples filmes biográficos en su haber, el actor valora la importancia del estudio previo de sus personajes y se basa tanto en fuentes literarias como en reuniones con el personaje real retratado. Asimismo, no memoriza las líneas del guion, sino que cree que las palabras deben ser «una extensión de [su] estado emocional». Era absorbido por sus personajes, los cuales invadían su vida fuera las cámaras y los escenarios: Seguido a cada función de Ricardo III en Broadway, solía caminar solo durante horas, y aún con la obra ya fuera del circuito, a veces caminaba cojeando. «El cuerpo no sabe que una función ha terminado hasta que la mente lo dice», aclaró el actor. Después de filmar Espantapájaros, usó los zapatos de prisión del personaje durante meses; después de Serpico, llegó a intentar un arresto en las calles de Nueva York; y después de Revolution, un periodista de Los Angeles Times notó que todavía mantenía el corte de pelo del personaje y hablaba con un leve acento británico. Reconocido como un ávido admirador de la obra de William Shakespeare, el periódico The Globe and Mail aseguró que «Pacino poseía la profundidad shakespeariana de la grandeza trágica».
El inicio de su trayectoria estuvo marcado por su retrato de personajes urbanos, malvivientes y perdedores, personajes problemáticos «al borde de la locura»; el actor Ron Silver señaló que Pacino no se enfocaba en hacer simpático al personaje, sino interpretarlo honestamente y «hacer que ese ser humano sea comprendido». La National Review explicó que «a diferencia de los protagonistas típicos que le precedieron (John Wayne, James Stewart, Henry Fonda) y a diferencia de los que le siguieron (Tom Hanks, George Clooney, Brad Pitt), Pacino (como otros actores de los setenta) anhelaba papeles moralmente manchados y un poco fuera de control». Variety definió esos personajes como «figuras inquietantes y antiautoritarias cuyas costumbres reflejaban el espíritu de desconfianza, venganza y paranoia post-Vietnam, post-Watergate». La publicación añadió que «brillando con una inusual ebullición, aporta a sus papeles una mezcla de fuerte presencia, inquietante intensidad, aguda vulnerabilidad, seductora malevolencia y ligera burla de sí mismo». De acuerdo con Ed De Leo, compañero de Pacino en el HB Studio, el propio actor se consideraba un actor de carácter que hacía de protagonista. En alusión a otra etapa de la carrera del actor, el crítico de cine italiano Roberto Lasagna comparó a sus personajes con los de Clint Eastwood porque a menudo «es el individuo de los derechos y las obligaciones, eterno guardián de un código moral propio». Lasagna agregó que «Pacino es el símbolo perfecto de los años 1990: el hombre nervioso, extrovertido, desgastado, sarcástico, casi animalesco».
Luego que dejó atrás el carácter implosivo mostrado en El padrino, generó reacciones tanto positivas como negativas por el modo sobreactuado o exagerado de abordar sus personajes, como por ejemplo en Scarface o Heat. El autor Dan Callahan reconoció Scarface como la adaptación del actor a una nueva era y escribió que «se alejó del naturalismo de Brando hacia el tipo de imitación hipérbolizada que en un momento le había servido a James Cagney». Callahan concluyó que dicha cinta «marcó un punto de inflexión en la carrera de Pacino, cuando se empezó a transformar en una figura cómica, una caricatura de un hombre, alguien fácilmente imitado». La revista People afirmó que en Scarface «su actuación no es actuación, es alardear sin vergüenza». The Washington Post indicó que el énfasis en su histrionismo se trata de una generalización y citó como ejemplo su sutil actuación en Donnie Brasco. Los Angeles Times manifestó a propósito que «su éxito como actor puede estar basado en su intensidad, en las emociones volcánicas que proyecta», pero observó que «su juego favorito es el ajedrez, en el que reflexiona sobre todas las jugadas posibles y sus consecuencias». Por lo que se refiere a esa característica, Pacino dijo: «Sabes lo que dicen, en el teatro tienes que ‘alcanzar el balcón’. En el cine las cosas se magnifican» y sostuvo: «[...] me veo como un tenor. Y un tenor necesita tocar esas notas altas de vez en cuando». En otra ocasión explicó: 

A veces lo llevas al límite, a veces puedes exagerar un poco, pero todo eso es parte de una visión. Yo digo, ve con intensidad. Si se está haciendo un esfuerzo para producir algo que tenga gusto y pasión y no se haga solo para obtener la copa de oro, no es un maldito desperdicio. Sí, hay defectos, pero en ellos hay cosas que recordarás.

Al haber ambos surgido en el cine de la década de 1970, dentro del contexto del «Nuevo Hollywood», Pacino y Dustin Hoffman eran frecuentemente comparados entre sí. Los dos actores ingresaron al Actors Studio el mismo año y llegaron a competir por los mismos galardones y papeles. Durante sus comienzos en el teatro, Pacino fue descrito como «un Dustin Hoffman italiano» por The New York Times y en su reseña de Serpico Pauline Kael afirmó que «a menudo es indistinguible de Dustin Hoffman». De esta forma surgió una rivalidad alimentada por la prensa y Hoffman llegó a referirse a él —en tono humorístico— como su «némesis». El crítico de cine David Denby comentó que el actor «fue fastidiosamente (para Pacino) agrupado con De Niro y Dustin Hoffman como uno de los revolucionarios actores ‘étnicos’ neoyorquinos (los ‘anti-Redfords’)». Con respecto a la comparación con De Niro, Pacino opinó: «No veo similitudes entre Bobby [De Niro] y yo. Lo mismo con Dustin; no las veo, aunque creo que es muy bueno». La revista Empire notó la diferencia de enfoque entre ambos: «Donde De Niro es precisión, Pacino es elemental, igualmente obsesivo pero mucho más instintivo». También afirmó que, a diferencia de De Niro, «puede compartir la pantalla sin ceder terreno». La descripción de Empire coincidió con la opinión de Michael Mann, quien los dirigió a ambos: «El método de actuación de Pacino es el método Pacino, eso es todo. Para Al, se trata en gran medida de internalizar la forma en que alguien se siente. Memoriza escenas dos semanas antes de grabarlas. Quiere que circulen en su conciencia. Soñará con ellas. Y Bobby [De Niro] es terriblemente inteligente, brillantemente analítico». La revista Newsweek dijo que «tiene una belleza demacrada y luchadora y una elocuencia urbana que tiene más inocencia que De Niro y más sinceridad que Nicholson». Variety indicó que sin bien Jack Nicholson «interpretaba a antihéroes geniales y alienados», «Pacino se especializaba en outsiders étnicos sin suerte, hombres emocionalmente explosivos que se comportan con bravuconería violenta a pesar de su contexto desfavorable». Una vez estrenada El padrino, el periodista del London Daily Express Ivor Davis comentó que tenía «el atractivo físico de Alain Delon y la intensidad de un joven Rod Steiger».

### Teatro
Pacino comenzó su trayectoria como actor de teatro y, a diferencia de muchos de sus colegas, nunca abandonó el escenario a pesar de su éxito en el cine. Si bien fue gracias al cine que alcanzó la fama internacional, está fuertemente conectado al teatro clásico, con referentes como la actriz italiana Eleonora Duse y el inglés Edmund Kean. Declaró preferir el teatro, no solo por el desafío que le supone actuar en obras, sino también por la posibilidad que le da de modificar su actuación. Varios de sus colegas notaron su impredecibilidad como actor y que «no hace lo mismo dos veces». Según declaraciones de Ed Harris, «tendemos a olvidar y pasar por alto el hecho de que es primero que nada un actor de teatro». Pacino resaltó el carácter desafiante que tiene actuar en un escenario, donde «hay más exigencias», y la «sensación de estar en casa», al contrario del cine con el que siempre sintió «una especie de distancia». Asimismo, comparó actuar con hacer equilibrio sobre una cuerda: 

Actuar es como ser un equilibrista, y hay una diferencia entre hacerlo en el escenario y hacerlo en una película. En el escenario, la cuerda está muy arriba. Si te caes, te caes. En una película, el cable está en el suelo. Te caes, te levantas y lo vuelves a hacer. Actuar en una obra de teatro es un estado emocional diferente. Te despiertas sabiendo que tienes que caminar por el cable a las ocho en punto.

Sus diez años de experiencia en el teatro previos al salto a la fama moldearon el estilo de sus actuaciones e incluso incidieron en el tipo de personajes que iba a seleccionar. Para él, actuar en los escenarios le abre a un actor nuevas posibilidades creativas y enriquece su oficio, además de fortalecer su rendimiento en el cine. «Las películas comerciales no son el lugar donde se aprende y experimenta», declaró. Según la revista Variety, «la excentricidad y la intensidad dramática que definieron su trabajo en el teatro pronto se convertirían en sus marcas distintivas en la pantalla».

### Influencias
Ya a la edad de tres años, Pacino imitaba al actor Al Jolson, y más tarde solía emular una escena de Ray Milland en la cinta Días sin huella (1945). A los dieciséis años asistió al cine para ver On the Waterfront (1954), donde descubrió a Marlon Brando y se transformó en su principal fuente de inspiración. Vio repetidas veces ese filme solo para observar la actuación de Brando, que describió como «diferente a todo lo que había visto antes» y una revelación que lo impactó profundamente. También lo marcó el rol de Brando en Un tranvía llamado Deseo (1951), otro filme de Elia Kazan, sobre el cual mencionó que «de alguna manera está llevando una actuación teatral a la pantalla». «Todos estamos en deuda con él», afirmó Pacino. «Ha habido un estilo de actuación estadounidense desde Brando», dijo. También nombró la cinta italiana El árbol de los zuecos (1978), de Ermanno Olmi, como una de sus favoritas. A su vez, su compañero de actuación y autor, Ed De Leo, reveló que en cierta época James Dean era la persona con la que «se sentía más identificado» en su juventud e impulsó su aspiración a ser actor, principalmente por la actuación de Dean en Rebelde sin causa (1955). Por otro lado, en el documental Descubriendo a John Cazale (2009), Pacino comentó de su colega John Cazale: «Creo que aprendí más de John sobre actuación que de nadie más». Además citó a Julie Christie como su actriz favorita y la «más poética» y a George C. Scott como uno de los mejores actores «post-Brando».

## Vida privada

### Familia y relaciones

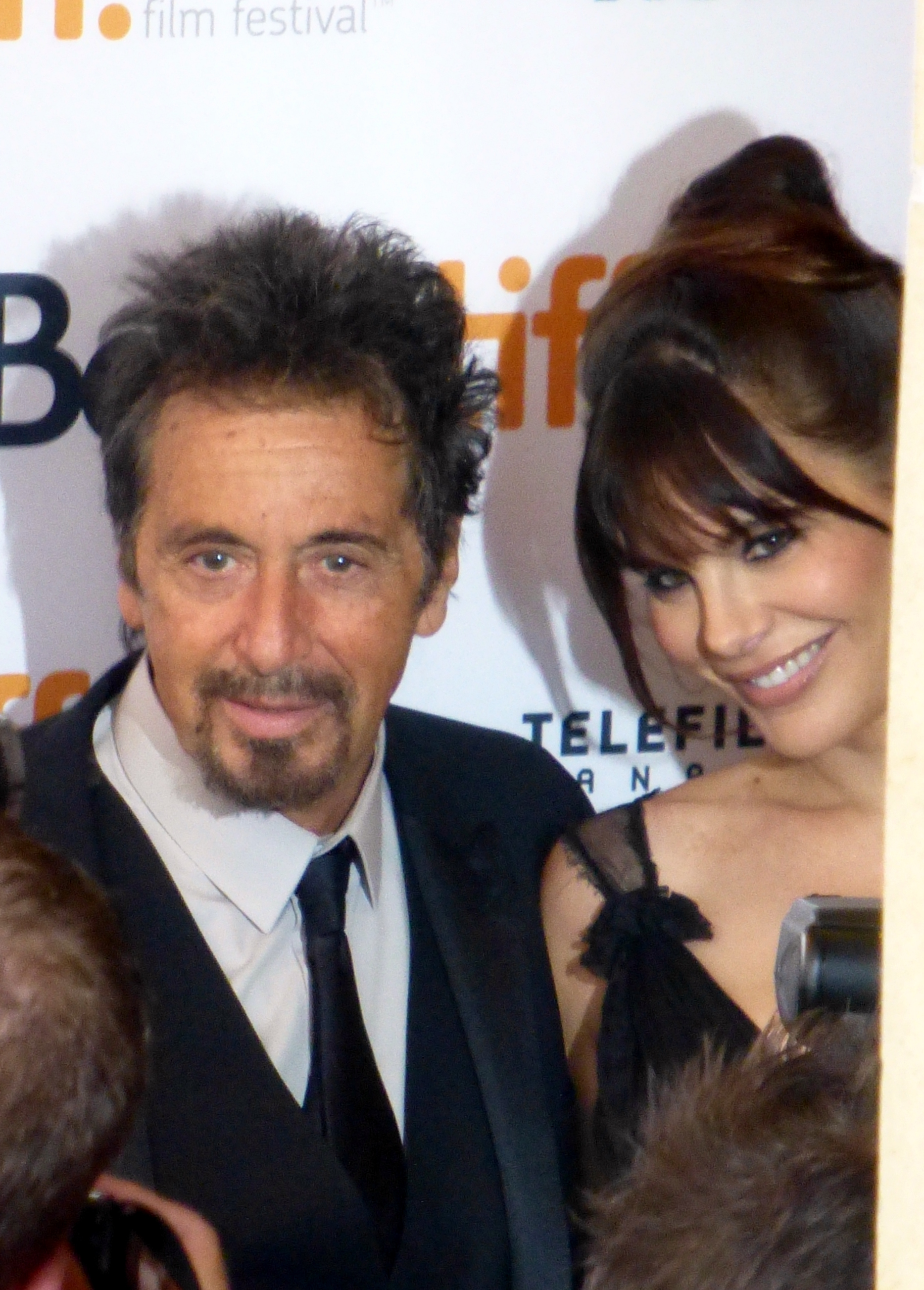
Pacino junto con Lucila Solá en el Festival Internacional de Cine de Toronto en 2014.

Si bien nunca se casó, tuvo tres hijos producto de dos relaciones. Con dieciséis años de edad abandonó la secundaria y se mudó a su propio departamento, fue entonces cuando tuvo su primera novia, con quien convivió. Todavía siendo un adolescente compartía vivienda con algunas mujeres; durante un periodo, una de ellas le ofreció alojamiento a cambio de sexo. Su primera pareja en el ámbito del teatro fue la actriz Susan Tyrrell con quien había compartido escenario en algunas ocasiones. También durante sus inicios conoció a Jill Clayburgh en Boston, que se mudó con él a Nueva York, y permanecieron juntos durante cinco años hasta 1972. Después del estreno de El padrino, la pareja dejó el departamento en el que vivían sobre la calle 14 de Manhattan y se mudaron al Upper West Side, para ocupar el apartamento en donde había vivido la actriz Candice Bergen; dejaron el nombre de Bergen en la puerta para conservar el anonimato. Sin embargo, no estaba preparado para el matrimonio, lo que inspiró el papel de Clayburgh en su primer éxito en el cine como actriz, Una mujer descasada. Uno de los momentos más dolorosos en la vida de la actriz fue el fin de su relación con Pacino, que estuvo relacionado al hecho de que él ya había triunfado en el cine y ella aún no.
Después de una breve relación con Tuesday Weld —con quien diez años después iba a protagonizar Author! Author!—, conoció a Diane Keaton durante la filmación de El padrino y a lo largo de los años iban a sostener una relación intermitente. Más tarde conoció a Marthe Keller en el set de Bobby Deerfield y extendió a la vida real la relación que tenía con ella en el filme. La actriz señaló que Pacino estaba siempre trabajando incluso cuando no tenía que estarlo, interpretando y hablando de personajes a diario. Mantuvo un fugaz romance con la joven actriz Maureen Springer, que iba a debutar en el cine como su novia en Cruising, pero antes del rodaje su relación finalizó y Springer fue reemplazada en el papel por Karen Allen. Entre principios de los años 1980 y mediados de esa década estuvo vinculado románticamente con Kathleen Quinlan. «Hubo una época en mi vida en la que ser deshonesto con las mujeres era la manera natural de ser. Finalmente dije: “Ey, tengo que parar con esta tontería”», recordó el actor.
Hacia finales de 1980 su relación con Keaton se reanudó y, después de producirse un aborto espontáneo, la actriz quería otro hijo y una relación estable. «Pobre Al, nunca quiso casarse y pobre de mí, que nunca paré de insistir», admitió la actriz. Ante la recurrente pregunta sobre la posibilidad de contraer matrimonio, Pacino comentó: «He tenido relaciones largas que indudablemente sentí como matrimonios» y explicó: «¿Por qué no propuse matrimonio? Odio decir esto, pero el matrimonio es un estado mental, no un contrato». Al mismo tiempo el actor expresó sus deseos de ser padre. Posteriormente mantuvo un breve vínculo con la profesora de actuación Jan Tarrant y seguidamente con una amiga de esta, la actriz Annie Praeger. Su relación con Praeger terminó cuando se conoció la noticia de que el actor iba a ser padre por primera vez. Su hija, Julie Marie, nació en 1989 fruto de su relación con Tarrant, y Pacino declaró: «Es un alivio ver que la vida no se trata de mí, sino de ella», y agregó: «Ser padre me cambió de manera importante». En otra ocasión sostuvo que la actuación, que «solía ser todo» en su vida, se había vuelto una «pequeña parte». Su siguiente relación fue con la directora de cine australiana Lyndall Hobbs. Aún en una relación formal con Hobbs, tuvo una aventura de algunos meses con Penelope Ann Miller durante la filmación de Carlito's Way.
Conoció a su próxima pareja, la actriz Beverly D'Angelo, en un vuelo desde Los Ángeles a Nueva York. La pareja tuvo dos hijos mellizos en 2001, Anton y Olivia, mediante fecundación in vitro; Pacino tenía sesenta años de edad y D'Angelo cuarenta y seis. La relación duró entre 1997 y 2003. La separación estuvo seguida de una lucha por la custodia de los hijos; algunos meses más tarde, se estipuló que los mellizos —de dos años— iban a poder quedarse con él una vez por semana, aunque poco después D'Angelo solicitó mudarse con ellos a Los Ángeles. En ese momento, D'Angelo y sus hijos vivían en un apartamento en Manhattan, pero la actriz quería trasladarse para reactivar su carrera en el cine. Ambas partes lograron un acuerdo por fuera del juzgado —además de los 93 000 dólares que D'Angelo recibía de Pacino cada mes— y Pacino iba a modificar su agenda para pasar el mayor tiempo posible con sus hijos. Finalmente, Pacino también iba a abandonar Nueva York y mudarse a Beverly Hills para compartir la custodia. Casi quince años más tarde, en 2017, Pacino y D'Angelo iban a volver a acercarse y permanecer como amigos.

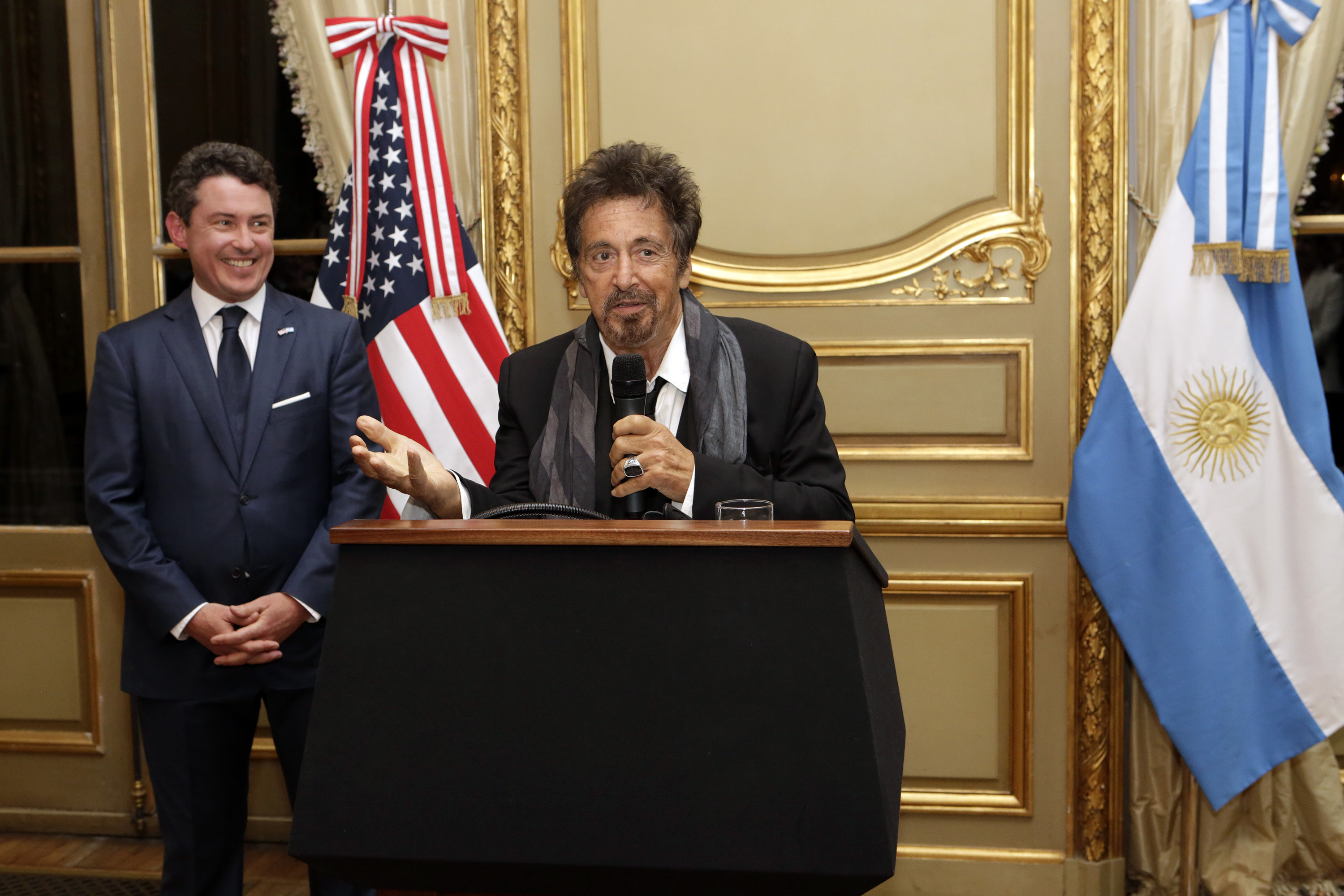
Recepción en honor a Pacino en el Palacio Bosch (Buenos Aires) en 2016.

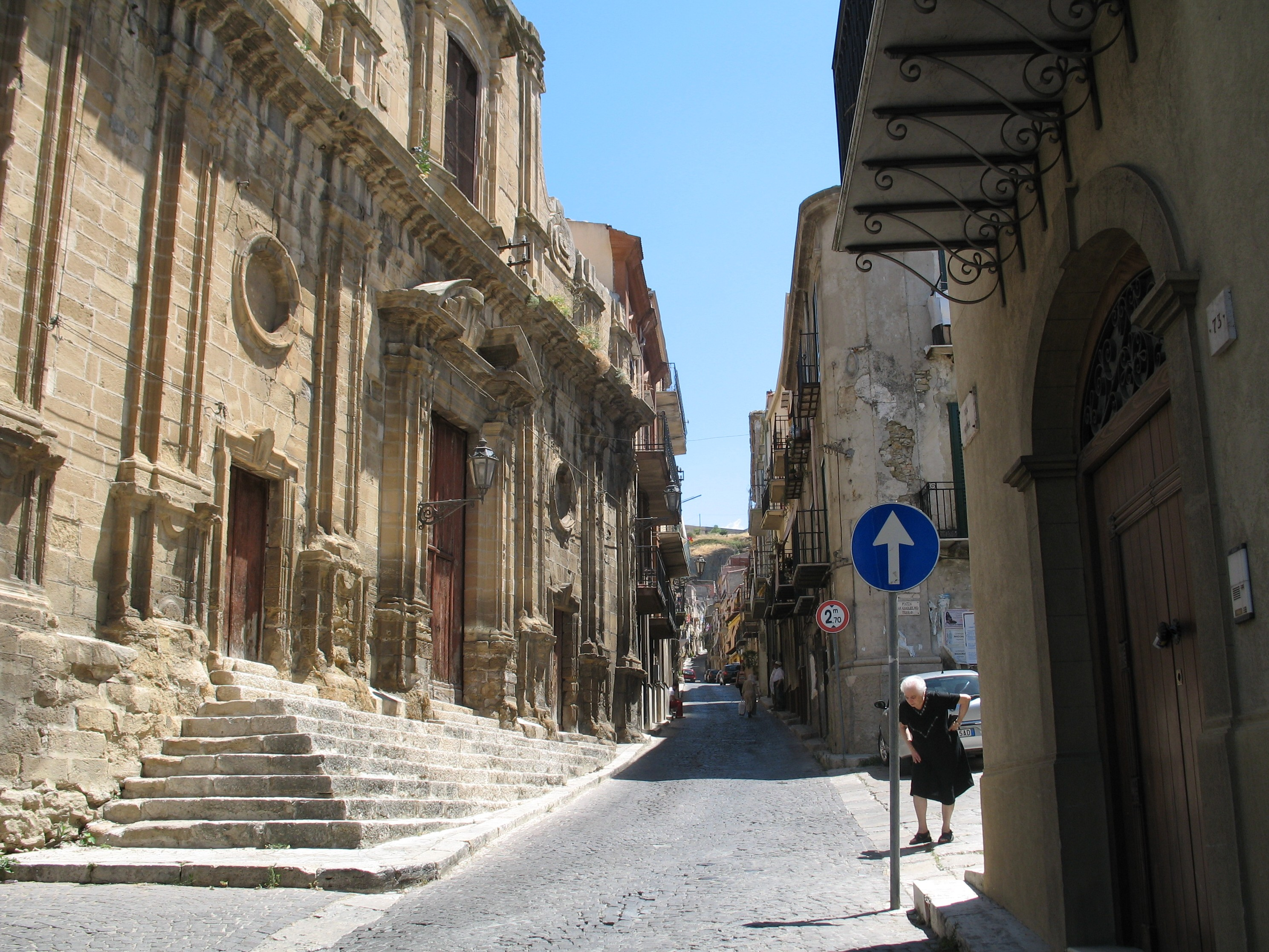
En 2006 Pacino reveló en Inside the Actors Studio que su familia materna provenía de Corleone, al igual que su familia en la saga de El padrino.

Durante el estreno de You Don't Know Jack, se lo vio por primera vez con la actriz y modelo argentina Lucila Polak —hija del abogado y político Federico Polak—, con quien estaba en pareja hacía dos años; se separaron en 2018 tras diez años de relación. Poco después se lo comenzó a ver con la modelo israelí Meital Dohan. A principios de 2020, Dohan, de cuarenta y tres años de edad, abandonó al actor y declaró: «La diferencia de edad era difícil. [...] Solo me compraba flores. ¿Cómo puedo decir educadamente que no le gustaba gastar dinero?».
En abril de 2022, se reveló que, desde hacía alrededor de dos años, estaba en una relación con la productora Noor Alfallah, cincuenta y tres años menor que él. Meses después de finalizada la relación, se le comunicó que Alfallah estaba embarazada y solicitó una prueba de paternidad. Con ochenta y tres años de edad, se transformó en padre por cuarta vez; en junio de 2023, nació Roman. Tan solo tres meses después de nacido su hijo, Alfallah presentó documentos judiciales solicitando la custodia de Roman, aunque la pareja no se había disuelto. En noviembre del mismo año, se informó que Pacino había acordado pagar a Alfallah un monto de manutención de treinta mil dólares por mes. La corte también determinó que debía efectuar un pago de 110 000 dólares destinados a ser utilizados por Alfallah para mudarse a una nueva residencia para ella y su hijo, quince mil dólares por año de depósito para su futura educación universitaria y el 100 % de los costos de atención médica y de actividades extracurriculares y lecciones.
Hacia octubre de 2022, algunos medios reportaron que había firmado un contrato con la editorial Penguin Random House para la publicación de sus memorias. En marzo de 2024, se reveló que la autobiografía se iba a titular Sonny Boy e incluiría detalles de su niñez, años de formación como actor en Nueva York, llegada a Hollywood, relaciones sentimentales y papeles más importantes.

### Intereses y personalidad
Al comienzo de su carrera como actor, rara vez concedía una entrevista. El actor sentía que no se había «ganado» la atención del público. Durante años, Pacino acarreó un sentimiento de «insuficiencia intelectual» como consecuencia de no haber finalizado la secundaria y no poseer otros estudios formales. Sus inseguridades se vieron aplacadas gracias a su dedicación a la actuación, porque le permitía hablar y expresarse sin la necesidad de tener una educación universitaria, y explicó que «el idioma de la gran escritura te libera de ti mismo» y que sus personajes «decían esas cosas que nunca podía decir y que siempre había querido». En referencia a su éxito en la industria del cine, admitió: «Me siento como un extraño que logró meterse, así que estoy al revés». Su desmedido consumo de bebidas alcohólicas se acrecentó como consecuencia de su fama provocada por el éxito de El padrino en 1972. «El padrino me dio una nueva identidad que me resultó difícil de sobrellevar», recordó. El reconocimiento público, sumado al agotamiento mental que le significó interpretar el personaje, tuvo efectos negativos en su salud, a tal punto que declaró haber «olvidado los años 70». El hecho de que su mentor y profesor de actuación, Charlie Laughton, también fuese un bebedor empedernido no ayudó al actor. El actor expresó el alivio de que Jack Lemmon ganase el premio a mejor actor en los Premios Óscar de 1974 y no tener que ser él quien subiese al escenario, al encontrarse en un estado alterado por el consumo de sustancias. No obstante, fue el propio Laughton quien iba a alentarlo a abandonar el consumo de alcohol —habitual desde que era un adolescente—, lo que finalmente logró en 1977. Más adelante también iba a dejar de fumar. Reveló que sus periodos anímicos más difíciles fueron mitigados gracias a regulares visitas al psicólogo y durante sus inicios como actor solía recurrir a la literatura.
Pacino llegó a opinar que «la fama es una perversión del instinto natural humano por validación y atención» y en otra ocasión dijo que «hasta que no eres famoso, no puedes entender el refugio del anonimato» y que la fama «realmente complica las relaciones personales». En su autobiografía titulada Then Again, Diane Keaton escribió: «Era tan sensible que era insensible a su entorno. [...] Había cosas normales con las que no estaba familiarizado, como la idea de disfrutar de una comida en compañía de otros. Se sentía más cómodo comiendo de pie solo». Un artículo del periódico The Daily Telegraph sostuvo que «Pacino tiene una manera de hacerte olvidar, muy rápidamente, de que es ‘Al Pacino’» y aclaró que pese a su abrumadora presencia y carisma, igualmente es «de bajo perfil, sencillo e incongruentemente humilde». Laughton lo definió como «gentil y compasivo» y como «lo opuesto a sus personajes». Para The New York Times era «el legendario tipo tímido de Hollywood». Pacino dijo: «Soy tímido y eso nunca va a cambiar» y se ha autodefinido como un «depresivo amante de la diversión», «solitario» y «sensible». El actor nunca ha respaldado ningún producto o servicio y en 2007 firmó un acuerdo que prohibía el uso de su nombre e imagen con fines comerciales sin su consentimiento previo por escrito. En contraste con sus colegas de Hollywood, Pacino evita hacer declaraciones políticas de cualquier tipo.
Una de sus primeras pasiones junto a la actuación fue el béisbol, a tal punto que Diane Keaton, su expareja, declaró que solo estaba interesado en dos cosas, el teatro y el béisbol. También es aficionado al boxeo y al fútbol americano. Durante su relación con Lucila Polak, también demostró interés por el fútbol y llegó a enviar un mensaje en apoyo a la selección de fútbol de Argentina en la final de la Copa América 2015. Al año siguiente, en una visita a Argentina, se hizo socio de Racing Club. Además de apreciar el teatro y la literatura inglesa clásica, es aficionado a la ópera. Sus habilidades como músico le permiten ejecutar el piano, la guitarra e instrumentos de percusión, e incluso ha llegado a escribir y grabar su propia música. El histórico restaurante Musso & Frank Grill ubicado sobre Hollywood Boulevard es frecuentado por Pacino, cuya mesa favorita es la número veintiocho; una de sus escenas en Once Upon a Time in Hollywood se filmó en ese restaurante. También ha sido cliente regular del restaurante Patsy's, ubicado en Manhattan.

## Filmografía
- Me, Natalie (1969)
- The Panic in Needle Park (1971)
- El padrino (1972)
- Serpico (1973)
- Espantapájaros (1973)
- El padrino II (1974)
- Tarde de perros (1975)
- Bobby Deerfield (1977)
- Justicia para todos (1979)
- Cruising (1980)
- Author! Author! (1982)
- Scarface (1983)
- Revolution (1985)
- Sea of Love (1989)
- The Local Stigmatic (1990)
- Dick Tracy (1990)
- El padrino III (1990)
- Frankie and Johnny (1991)
- Glengarry Glen Ross (1992)
- Scent of a Woman (1992)
- Carlito's Way (1993)
- Two Bits (1995)
- Heat (1995)
- City Hall (1996)
- Looking for Richard (1996)
- Donnie Brasco (1997)
- The Devil's Advocate (1997)
- The Insider (1999)
- Un domingo cualquiera (1999)
- Chinese Coffee (2000)
- Insomnia (2002)
- Simone (2002)
- People I Know (2002)
- The Recruit (2003)
- Gigli (2003)
- El mercader de Venecia (2004)
- Two for the Money (2005)
- 88 Minutes (2007)
- Ocean's Thirteen (2007)
- Righteous Kill (2008)
- You Don't Know Jack (2010)
- The Son of No One (2011)
- Jack and Jill (2011)
- Stand Up Guys (2012)
- Phil Spector (2013)
- Salomé (2013)
- Manglehorn (2014)
- The Humbling (2014)
- Danny Collins (2015)
- Misconduct (2016)
- The Pirates of Somalia (2017)
- Hangman (2017)
- Paterno (2018)
- Once Upon a Time in Hollywood (2019)
- El irlandés (2019)
- American Traitor: The Trial of Axis Sally (2021)
- La casa Gucci (2021)
- Knox Goes Away (2023)
- Modigliani, tres días en Montparnasse (2024)
- The Ritual (2025)

## Premios y reconocimientos

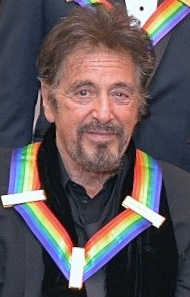
Pacino en los Kennedy Center Honors en 2016.

A lo largo de su trayectoria, ha sido acreedor de múltiples premios nacionales e internacionales, incluido el Óscar, el BAFTA, el Globo de Oro, el Primetime Emmy y el Tony. Al margen de ser uno de los actores más galardonados del cine y el teatro en el siglo XX, se posicionó dentro del grupo de actores que ostentan la «triple corona de la actuación», por haber logrado el Óscar, el Emmy y el Tony como mejor actor. Fue nominado al Óscar por primera vez por El padrino como mejor actor de reparto y dos años más tarde volvió a ser candidato por su rol en la segunda parte de la saga, aunque esta vez en la categoría de mejor actor; así se transformó en el primer actor en ser nominado en ambas categorías por el mismo personaje y en dos películas diferentes. Jeremy Smith del sitio web /Film opinó sobre la nominación de Pacino por la primera parte de El padrino: «En una divertida hazaña de fraude de categoría, fue nominado a mejor actor de reparto para despejar el camino para la coronación de Brando como mejor actor». Y más tarde, por la segunda parte, «fue pasado por encima» porque «a Art Carney se le debía un premio a su carrera por interpretar a un viejo chiflado cuyo gato muere en Harry y Tonto de Paul Mazursky», observó el crítico. Luego de ser nominado al Óscar en reiteradas ocasiones, finalmente consiguió la estatuilla en 1993 gracias a su labor en Scent of a Woman. Con esta victoria alcanzó un nuevo récord, al ser el primero en ganar el premio al mejor actor nominado simultáneamente como mejor actor de reparto (Glengarry Glen Ross) en una misma ceremonia. Tras haber ganado finalmente el premio de la Academia, el actor declaró: «Es parecido a ganar una medalla olímpica, porque es muy distinguido. Solo que en los Juegos Olímpicos la ganas porque eres el mejor. Con los Óscar ese no es necesariamente el caso. Simplemente es tu turno». Al no haber sido reconocido antes por la Academia, varios consideraron ese Óscar como un premio a su trayectoria más que un premio a su actuación en particular.
Los Premios BAFTA —equivalentes británicos de los Óscar estadounidenses— reconocieron su trabajo con varias candidaturas y un premio otorgado como mejor actor por Tarde de perros y la segunda entrega de El padrino. Además de haber recibido el Globo de Oro en cuatro oportunidades, se le otorgó el Premio Cecil B. DeMille por sus años de trabajo en el cine en la 58.ª edición de dichos premios. «Uno de los mejores actores de la historia del cine, Al Pacino se consolidó durante una de las más grandes décadas del cine, los '70, y se ha vuelto una figura duradera e icónica en el mundo de las películas estadounidenses», afirmó la organización. Su posterior participación en la televisión también fue reconocida en los Globo de Oro, al igual que en los Emmy. De igual manera, sus esfuerzos tempranos como actor de teatro le granjearon dos Premios Tony. En 2007 el American Film Institute le entregó el premio honorífico a su carrera; el directivo de la organización, Howard Stringer, anunció que «Al Pacino es un icono del cine estadounidense. Ha creado algunos de los más grandes personajes del cine, desde Michael Corleone a Tony Montana. Su carrera inspira al público y a los artistas por igual, cada nueva actuación es una clase magistral para una nueva generación de actores».

## Legado

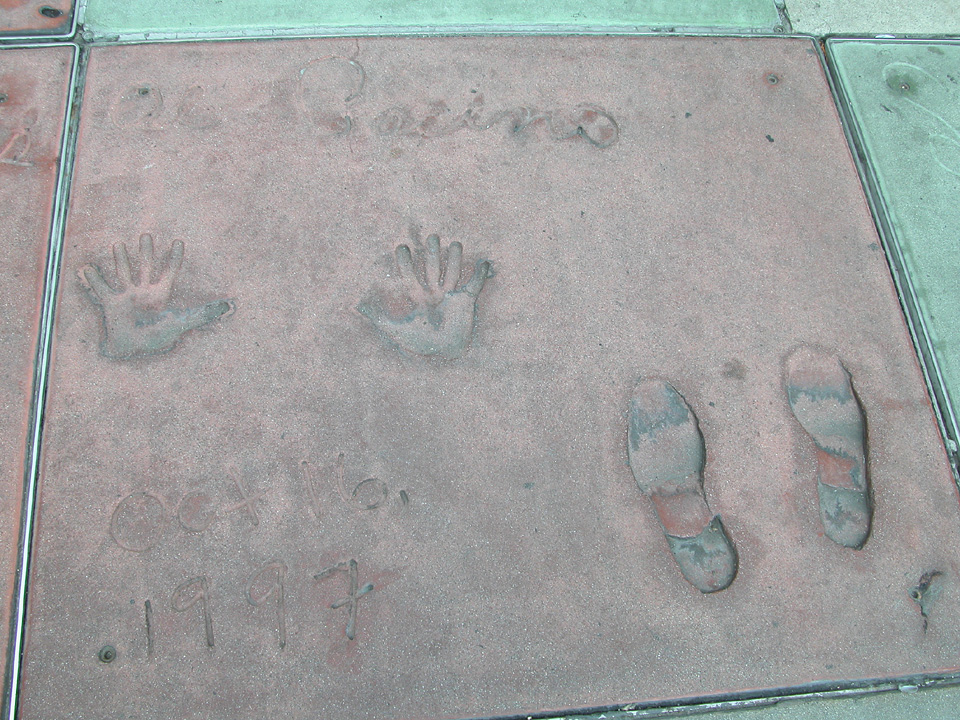
Huellas de Pacino en el exterior del Grauman's Chinese Theatre.

Pacino es a menudo catalogado como uno de los mejores actores de su generación y de todos los tiempos. El historiador y crítico David Thomson lo definió como «nuestro mejor actor actualmente». Las revistas National Review y Variety lo consideraron —con Jack Nicholson— «el actor estadounidense más esencial de su generación» y «el actor por excelencia de la década de 1970», respectivamente. En ese sentido, The Daily Telegraph lo consideró una de las caras representativas de la época dorada del cine estadounidense de los 70. Por su parte, Vanity Fair lo catalogó como el actor estadounidense con más talento natural «post-Brando» y Esquire como «heredero» de Brando. Asimismo, el periódico The Globe and Mail lo calificó como un «icono de la contracultura de principios de la década de 1970» y medios como The Independent, The Hollywood Reporter y GQ se refirieron a él como un «actor legendario». Para Vogue «no solo es uno de los mejores actores en la historia de Hollywood —su Michael Corleone en las primeras dos películas de El padrino puede ser la mejor actuación de la segunda mitad del siglo XX—, sino también uno de los mejores actores malos», en lo que concierne a su rendimiento incluso cuando el material es de menor calidad. Su ascenso en la industria del cine y su estatus de sex symbol en los setenta, para Karina Longworth, transformó la cultura popular estadounidense. El prestigio que logró con su papel en El padrino contribuyó a modificar el ideal masculino de Hollywood. Según la revista The Atlantic, su aspecto y carácter introvertido se alejaba del estereotipo de la estrella de cine anglosajona y protestante de ese entonces. «Considerábamos seriamente cambiar nuestros nombres porque en esa época era impensable tener una vocal al final de tu apellido y querer ser actor», aseguró Pacino, que durante un punto en su juventud planeó hacerse llamar «Sonny Scott». Rick Nicita, miembro de la American Cinematheque, sostuvo que el atractivo del actor neoyorquino «no solo trasciende generaciones si no también límites étnicos y sociales. El público de Al es en realidad cualquiera que vaya al cine». Para la revista Slate «en algún punto del camino, el personaje de Al Pacino adquirió las proporciones caricaturizadas de un héroe popular, superando casi cualquier papel que pudiera interpretar en el escenario o en la pantalla».
En 1997 la revista Empire lo seleccionó cuarto en su lista de las cien mejores estrellas de cine de todos los tiempos. La misma revista lo ratificó en una nueva lista de los cincuenta mejores actores votados por el público en 2022. En 2003 los televidentes de la cadena británica Channel 4 lo votaron como el mejor actor de todos los tiempos. En 2022 ocupó el número seis en la lista de los cien mejores actores de la historia del cine de la revista Esquire. Al año siguiente, Esquire lo incluyó también en la lista de «los 10 mejores actores vivos». La lista «AFI's 100 años... 100 héroes y villanos» realizada por el American Film Institute lo incluyó como uno de los únicos dos actores que aparece en ambos apartados: en la «lista de héroes» como Frank Serpico y en la «lista de villanos» como Michael Corleone. Del mismo modo, la revista Premiere consideró su actuación como Sonny Wortzik en Tarde de perros como la cuarta mejor actuación en la historia del cine; su rol en la segunda parte de El padrino formó parte de la misma lista en el número veinte. Además, Entertainment Weekly tuvo en cuenta su actuación en Donnie Brasco para la lista de las «cien mejores actuaciones que deberían haber ganado el Óscar pero no lo hicieron».
«Es tentador llamarlo ‘el inimitable Al Pacino’, aunque es el actor más imitado del mundo», publicó el sitio Vulture. Su trabajo ha influenciado y ha sido elogiado por numerosas figuras de la industria del espectáculo. Varios de sus compañeros de reparto aceptaron participar en tales proyectos una vez confirmada la presencia de Pacino, entre ellos John Cusack, Russell Crowe, Johnny Depp, Colin Farrell o Matthew McConaughey. Su coestrella en The Devil's Advocate, Keanu Reeves, enalteció su importancia: «Yo me crie mirando sus películas, y como actor no puedo negar que me ha influenciado mucho. Es uno de mis ídolos». Reeves además propuso a los productores de dicho filme reducir notablemente su salario para así poder contratar a Pacino. Los papeles de Pacino y John Cazale en Tarde de perros y El padrino II sorprendieron a Steve Buscemi y contribuyeron a que confiase en sus posibilidades como actor: «Fue inspirador para mí porque sentí que quizás yo podría hacer lo que esos tipos hacían», recordó Buscemi. Similar fue la experiencia de Jeffrey Wright: «[Pacino] surgió en esa era del cine en la que las películas podían decir algo, significar algo sobre el mundo que nos rodeaba. En ese tramo parecía que cada película que hacía era un hito. Una carrera como la suya me mostró lo que se puede lograr», comentó el actor de Angels in America. De igual modo, Bruce Willis decidió dedicarse a la actuación en 1972, después de verlo en El padrino. También inspiró la carrera de Bobby Cannavale, quien en 2016 declaró: «No creo que haya un actor en las últimas cinco décadas que no haya estado influenciado por Al Pacino» e indicó que «es el mejor actor vivo que tenemos». Kevin Spacey lo definió como un «icono cultural», Sean Penn dijo que «hace sonreír a los dioses de la actuación» y Javier Bardem afirmó: «No creo en Dios, creo en Al Pacino». El actor Anthony Ippolito interpretó a Pacino en la serie de televisión The Offer (2022), acerca de la producción de El padrino.
De acuerdo con la revista Entertainment Weekly, sus idiosincráticas actuaciones «dieron empleo remunerado a generaciones enteras de imitadores cómicos»; entre sus imitadores más notables se encuentran Kevin Spacey y Alec Baldwin. Algunas de sus frases de películas se hicieron muy populares; el American Film Institute publicó en 2005 una lista de las cien frases de películas más célebres del cine estadounidense que incluyó frases de tres de sus personajes: «Mantén cerca a tus amigos, pero más cerca a tus enemigos» de Michael Corleone, «¡Díganle hola a mi pequeña amiga!» de Tony Montana y «¡Attica! ¡Attica!» de Sonny Wortzik. Otras de las frases que trascendieron la pantalla grande fueron «¡El juicio está fuera de lugar!» de Justicia para todos y «¡Hoo-ah!» de Scent of a Woman. La célebre cita de Michael Corleone en El padrino III, «Justo cuando pensaba que estaba afuera, me arrastran hacia adentro», fue parodiada y mencionada en numerosos programas televisivos, incluido Friends, Saturday Night Live, Los Soprano y Breaking Bad, e incluso se hizo referencia a ella en otras cintas de Pacino como Righteous Kill y Jack and Jill. Para The Washington Post: «Se asocian más líneas de diálogo memorables con él que con cualquier otro actor, un testimonio no solo de la forma en que se escribieron los roles, sino de cómo él llegó a apropiarse de ellos». De acuerdo con un estudio conducido en 2022 por Crossword-Solver sobre la base de unos tres mil guiones, fue el segundo actor que más veces utilizó la palabra «fuck», con 197 usos en total —68 veces solamente en Donnie Brasco—, superado por Joe Pesci en el primer lugar. En cuanto «hell», Pacino quedó en el primer lugar con cuarenta y nueve usos de la palabra.